# Sbarco di Anzio
Lo sbarco di Anzio (nome in codice operazione Shingle) fu un'operazione militare di sbarco condotta dagli Alleati sulla costa tirrenica antistante gli abitati di Anzio e Nettuno durante la campagna d'Italia nella seconda guerra mondiale. L'obiettivo di tale manovra era la creazione di una testa di ponte ad Anzio oltre lo schieramento tedesco sulla linea Gustav, in modo tale da aggirarla e costringere gli avversari a distogliere ingenti forze dal fronte di Cassino, permettendo così lo sfondamento della 5ª Armata del generale Mark Clark lungo il settore tirrenico della Gustav. In contemporanea, le truppe sbarcate ad Anzio avrebbero occupato i Colli Albani, impedendo la ritirata delle divisioni tedesche: la loro distruzione avrebbe consentito di conquistare Roma e abbreviare la campagna.
Lo sbarco avvenne con successo il 22 gennaio 1944 a opera del VI Corpo d'armata statunitense, guidato dal maggior generale John Lucas; ma nel suo complesso l'operazione Shingle non raggiunse gli obiettivi iniziali prefissati. Le forze tedesche sotto il comando del feldmaresciallo Albert Kesselring, nonostante la sorpresa iniziale, riuscirono a bloccare l'iniziale avanzata del VI Corpo d'armata e a sferrare una serie di contrattacchi, che misero in seria difficoltà gli anglo-americani e costarono loro forti perdite. La lunga e logorante battaglia di posizione che seguì nell'area della testa di ponte continuò fino alla primavera successiva, quando i tedeschi furono costretti alla ritirata dopo il crollo del fronte di Cassino. Anche in questo caso, però, l'obiettivo principale, ossia la distruzione delle forze tedesche in Italia, non fu conseguito e i tedeschi in ritirata poterono sfuggire dalla morsa nemica e ridisporsi sulla Linea Gotica, baluardo che impegnò per mesi gli anglo-americani sugli Appennini.

## Premesse
Al termine della conferenza di Teheran il generale Dwight Eisenhower, fino ad allora comandante supremo nel teatro del Mediterraneo, fu designato comandante supremo delle forze di spedizione alleate in Europa e comandante in capo dell'operazione Overlord. Il generale statunitense fu sostituito nel precedente incarico prima da Henry Maitland Wilson, che mantenne il posto per circa un anno, e quindi dal generale britannico Harold Alexander per il resto del conflitto. Il Mediterraneo diventò dunque un teatro d'operazioni prevalentemente britannico e considerato dagli statunitensi secondario rispetto a Overlord: il cosiddetto secondo fronte al quale essi rivolgevano il massimo sforzo organizzativo e materiale.
Nonostante ciò, il primo ministro britannico Winston Churchill riuscì a convincere gli Stati Uniti dell'utilità di una pressione costante anche sul fronte italiano e nel Mar Egeo; Eisenhower, continuamente interpellato, concesse di distaccare nel Mediterraneo 68 degli LST destinati a Overlord fino a metà gennaio, allo scopo di facilitare la conquista di Roma. In seguito sarebbero stati presenti i mezzi necessari per il previsto sbarco nella Francia del sud (operazione Anvil, decisa anch'essa a Teheran), che sarebbero stati poi trasferiti in Gran Bretagna in vista dell'invasione della Normandia. I dettagli furono elaborati durante la conferenza del Cairo, alla cui conclusione gli statunitensi rimasero fermamente decisi a seguire la strategia precedentemente concordata: dopo la caduta di Roma il XV Gruppo d'armate di Alexander, schierato in Italia, avrebbe potuto avanzare verso nord fino alla linea Pisa-Rimini, ma le forze disponibili sarebbero state ridotte a vantaggio dello sbarco in Francia meridionale. L'impegno principale alleato avrebbe dovuto concentrarsi in Europa occidentale.
In Italia, tuttavia, l'avanzata degli Alleati era divenuta sempre più difficoltosa; fin dallo sbarco a Salerno la campagna aveva incontrato l'aspra resistenza della Wehrmacht e lo sfondamento della "linea invernale" tedesca, che il feldmaresciallo Albert Kesselring (Oberbefehlshaber Süd) aveva predisposto fra Gaeta e Ortona, si era rivelata più difficile del previsto. La linea invernale era formata da una serie di avamposti disposti in profondità, chiamati in codice linea Barbara; dietro si trovava la linea Bernhardt ancorata sulle colline intorno a Cassino, che sfruttava al massimo le difese naturali del Garigliano e del fiume Rapido. Queste due linee rappresentavano le fasce meglio munite della linea Gustav, che coincideva con il fronte tedesco che tagliava in due la penisola a sud di Roma. Sul lato orientale dello schieramento alleato la veterana 8ª Armata del maresciallo Bernard Law Montgomery riuscì a passare il fiume Sangro, ma non sfruttò il successo a causa della tenace resistenza tedesca a Ortona e delle incessanti piogge che resero impraticabile il terreno pianeggiante; sul versante tirrenico combatteva la 5ª Armata del tenente generale Mark Clark, che avanzò fino al fiume Garigliano. Da qui gli americani avrebbero potuto marciare lungo la valle del Liri, superare Montecassino e quindi lanciarsi su Roma. Ma le strade lungo il fiume erano dominate dalle vette di monte Camino (comprendente le cime di monte La Defensa, monte la Remetanea e monte Maggiore), Rotondo e Sammucro, che i tedeschi avevano convenientemente presidiato. Fu necessario scalare ciascuna altura e conquistarla in una serie di durissimi combattimenti tra il 29 novembre e il 21 dicembre.

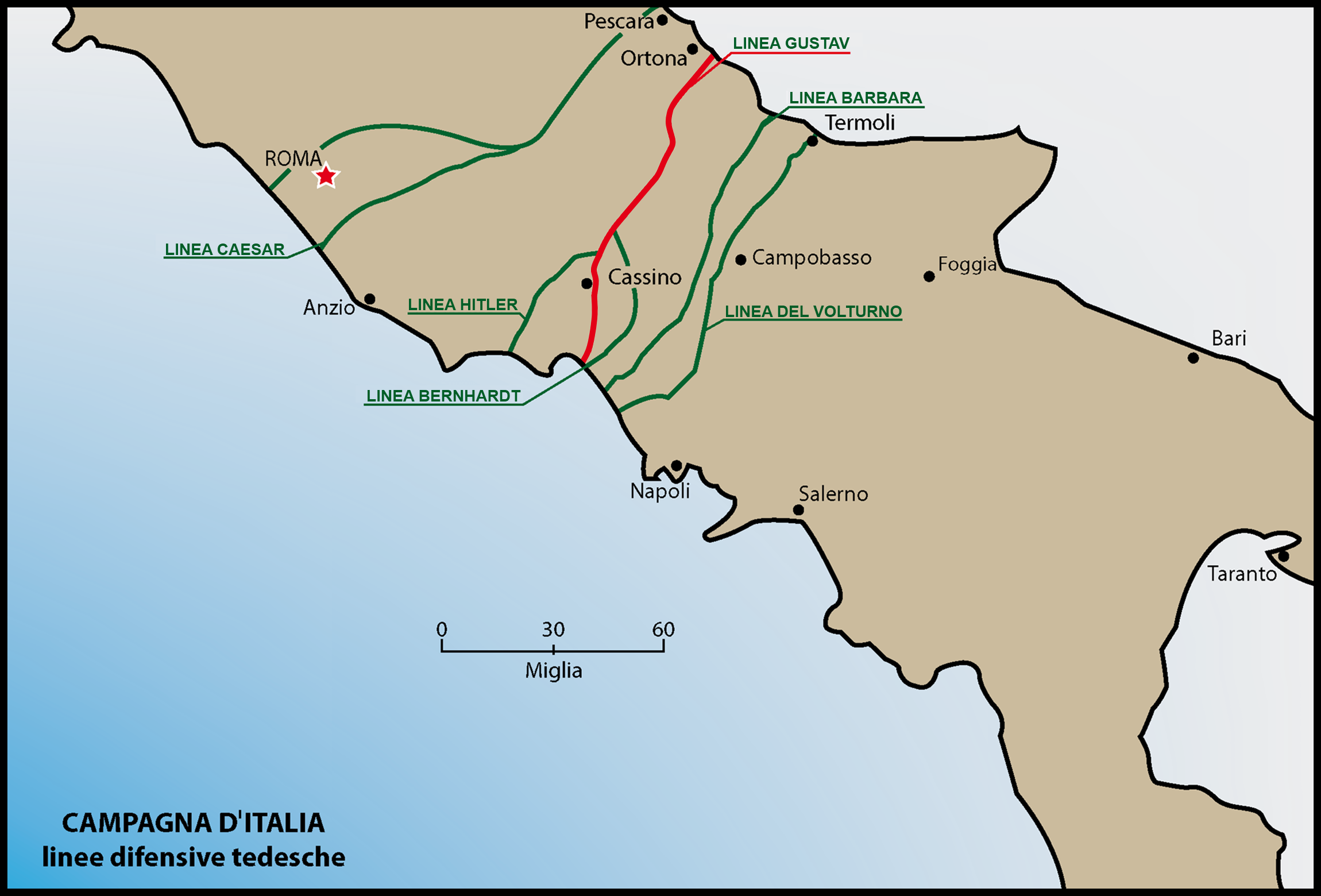
Disposizione generale delle linee difensive tedesche nel Sud Italia. In rosso è evidenziata la linea Gustav, che lo sbarco di Anzio tentò di aggirare.

Solo il 5 dicembre Clark avanzò fino a Cassino, ma lì la tenace ed efficace difesa opposta dai paracadutisti della Fallschirm-Panzer-Division 1 "Hermann Göring" obbligò gli Alleati a fermarsi, costringendoli a combattere una lunga e dispendiosa battaglia di logoramento. Il fallimento dei primi attacchi pose fine alle speranze di Clark di avanzare rapidamente verso la capitale lungo la statale 6 "Casilina"; tuttavia il generale rimaneva fiducioso per l'immediato futuro, giacché sapeva che sin dal 3 novembre era allo studio un piano (appoggiato dal comandante supremo Eisenhower) per scardinare la linea d'inverno: si trattava di far sbarcare una parte della 5ª Armata nella zona di Anzio, 50 chilometri a sud di Roma. Infatti, in linea con le decisioni politiche, una rapida conquista di Roma e un'avanzata verso la linea Pisa-Rimini avrebbe permesso agli Alleati di utilizzare gli LST nel Mediterraneo per l'operazione Anvil, la quale poteva partire solo utilizzando i porti dell'Italia settentrionale.
Inizialmente il piano approntato dal generale Alexander prevedeva un attacco in due fasi, con l'8ª Armata che avrebbe superato Pescara e sarebbe avanzata verso Avezzano, portandosi a 80 chilometri a est di Roma. Secondo Alexander i tedeschi, preoccupati da questa avanzata, sarebbero stati costretti a spostare le loro forze e ciò avrebbe indebolito i reparti che fronteggiavano Clark; questi avrebbe allora attaccato a sua volta verso Frosinone, sfondando attraverso Cassino (operazione Raincoat). Dopo aver ottenuto questi risultati, una divisione statunitense avrebbe eseguito l'operazione anfibia. Il piano avrebbe potuto avere successo solo se le due armate, al più tardi entro Natale, avessero rotto la linea Gustav, e lo sbarco ad Anzio avrebbe potuto prendere il via solo se le forze di terra della 5ª Armata fossero state abbastanza vicine da poter dare rapidamente supporto alla testa di ponte. Il XIV Panzerkorps del General der Panzertruppe Fridolin von Senger und Etterlin, però, resse l'urto sul fronte di Cassino, e i massimi capi alleati compresero definitivamente che per il momento era impossibile ottenere un successo decisivo in Italia. A fine 1943 si verificò inoltre il previsto avvicendamento tra Eisenhower e Maitland Wilson e infine, il 31 dicembre 1943, anche Montgomery lasciò l'Italia passando il comando dell'8ª Armata al generale Oliver Leese.

## Pianificazione
Churchill però non rinunciò ai suoi ambiziosi piani strategici nel Mediterraneo. Affermando che ormai troppe risorse erano state dedicate alla campagna d'Italia perché si potesse rinunciare a proseguire le operazioni, ripropose l'idea di uno sbarco ad Anzio (in codice operazione "Shingle") ma con forze superiori, allo scopo di rendere la testa di ponte inattaccabile e possibilmente sfruttarla per distogliere truppe tedesche dalla linea Gustav. Il nuovo piano, la «zampata di gatto» come egli la definì, prevedeva lo sbarco di due divisioni di fanteria, operazione che necessitava di almeno ottanta LST, ma una consistente parte di questi, dal 15 gennaio, sarebbero stati spostati in Gran Bretagna per essere impiegati per l'operazione Overlord. Churchill propose di tenere parte delle imbarcazioni necessarie allo sbarco nella zona di Anzio, prolungando la loro permanenza nel Mediterraneo per altre tre settimane. Nonostante le obiezioni di Eisenhower, che considerava gli sbarchi in Francia assolutamente prioritari, il presidente Franklin Delano Roosevelt approvò i piani: il ritiro degli LST fu posticipato al 6 febbraio e Overlord da metà maggio al 4 giugno.
Nelle prime settimane del gennaio 1944 gli altri mezzi occorrenti si riunirono nel porto di Napoli e negli ancoraggi vicini. Churchill era riuscito a ottenere ottantotto LST, che avrebbero sbarcato due divisioni e tutto il materiale di accompagnamento, quindi una terza divisione in un secondo tempo. I preparativi però furono inficiati dalla fretta, in quanto era tassativo che gli sbarchi avvenissero prima della fine di gennaio. I comandanti anglo-statunitensi rimanevano comunque ottimisti in virtù della predominante supremazia aerea giacché alla fine del 1943 disponevano in Italia di circa 2 000 velivoli della 12ª Forza aerea del maggior generale Jimmy Doolittle, parte della Northwest African Strategic Air Force, cui la Luftwaffe poteva opporre appena 300 apparecchi al momento dello sbarco. Ma l'aviazione dovette varie volte fare i conti con il clima invernale: infatti non fu tanto la Luftwaffe a impedire una efficace protezione alla testa di ponte, quanto le avverse condizioni meteorologiche che bloccarono spesso il decollo per missioni di guerra. Inoltre le truppe tedesche avevano ormai imparato a muoversi e costruire durante la notte e nei periodi di cattivo tempo, attutendo di fatto la superiorità aerea alleata.
Quando il generale Clark fu informato del piano era il 12 gennaio, diciassette giorni prima dello sbarco inizialmente previsto per il 29. L'intenzione era quella di approdare in forze e marciare verso l'entroterra, in modo tale da tagliare le vie di comunicazione dei tedeschi tra la parte settentrionale della Penisola e la linea Gustav; contemporaneamente la 5ª Armata sarebbe passata all'offensiva sul fronte di Cassino, approfittando del sicuro ristanziamento di parte delle divisioni tedesche per fronteggiare gli sbarchi ad Anzio e Nettuno. A quel punto, gli statunitensi avrebbero vinto l'opposizione a Cassino e chiuso la 10ª Armata tedesca con le truppe della testa di ponte, opportunamente avanzate sino a chiudere le valli dei non elevati Colli Albani: questa manovra avrebbe permesso a Clark di uscire dalla situazione di stallo e precedere l'8ª Armata, impantanata al di là degli Appennini, nella liberazione di Roma. Il generale avrebbe infine potuto, per agevolare la sua avanzata, adoperare la Strada statale 6 che partiva dalla valle del Liri e attraversava la modesta catena appenninica, arrivando direttamente a Roma..

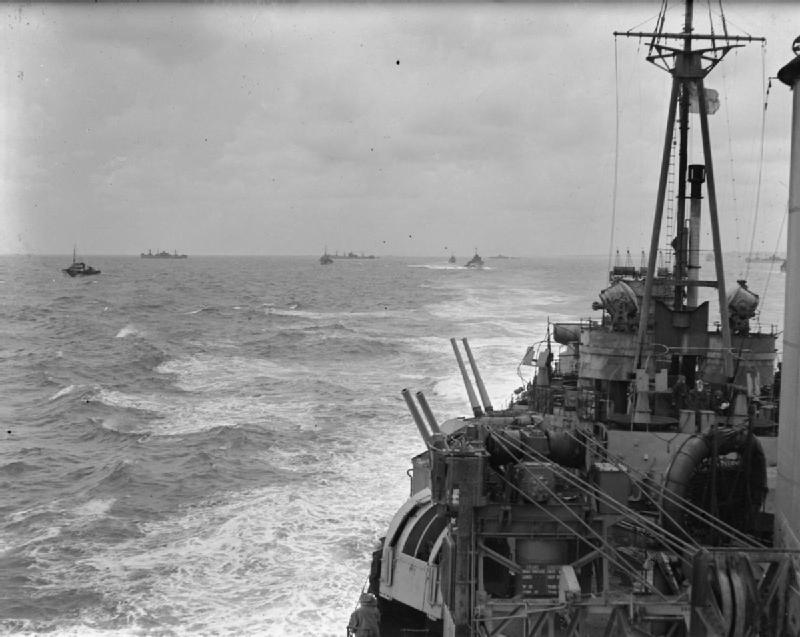
Parte della flotta d'invasione fotografata da bordo dell'incrociatore HMS Mauritius.

Il piano era stato delineato, ma la sua preparazione fu particolarmente superficiale. La 12ª Forza aerea, così come il comandante della 1ª Divisione britannica William Penney, erano convinti che l'obiettivo fossero i Colli Albani stessi, mentre l'ordine di campo nº 119 emanato dal generale Lucas non conteneva alcun accenno alle manovre susseguenti gli sbarchi. La 3ª Divisione fanteria del generale Lucian Truscott, per esempio, ebbe soltanto istruzioni di realizzare e fortificare la testa di ponte, preparandosi dietro nuovo ordine ad avanzare verso la città collinare di Velletri. Non meraviglia infatti il giudizio del capo di stato maggiore di Clark, generale Sir Charles Richardson, il quale scrisse sul suo diario: «Anzio fu una cosa totalmente insensata fin dal primo momento». Anche le esercitazioni di sbarco si conclusero con esiti pessimi: i britannici mostrarono notevoli difficoltà a effettuare sbarchi ordinati ed efficienti, gli americani soffrirono una disarmante confusione nei ranghi della marina, che sbagliò i tempi e i luoghi per le prove e perse quaranta DUKW, affondati con diversi uomini e molto materiale. Il generale Truscott inviò un rapporto allarmante a Clark circa i risultati delle esercitazioni, ma egli rispose che non era possibile effettuarne altre in quanto «[...] la data è stata fissata ai massimi livelli. Non esiste alcuna possibilità di rinviarla anche di un solo giorno. Proceda.».
Anche Lucas fu assai critico sul modo di procedere, forte delle informazioni ricevute dall'intelligence del VI Corpo d'armata: si stimava che al 29 gennaio le forze tedesche ad Anzio sarebbero state pari a circa dodici battaglioni, una forza destinata a crescere a ventinove nel giro di una settimana e a più di cinque divisioni con 150 carri armati in sedici giorni. Questi dati contrastavano con l'ottimismo del maresciallo Alexander e del quartier generale alleato, dove si era convinti che ci si sarebbe imbattuti in forze nemiche «in calo a causa delle perdite, della stanchezza e di un probabile crollo morale», le quali «non avrebbero combattuto a lungo, dopo la prima metà di febbraio, la battaglia difensiva a sud di Roma». Il generale Lucas invece riteneva la situazione molto più delicata e, in riferimento all'operazione, scrisse un caustico commento nei confronti di Churchill: «L'intera faccenda puzza di Gallipoli, ed evidentemente sulla panchina dell'allenatore c'è sempre lo stesso dilettante».
Dal canto loro i tedeschi manovrarono con abilità: dopo lo sfondamento della linea del Volturno si ritirarono sulla linea Gustav. In questo frangente sorsero nuovamente i contrasti fra il feldmaresciallo Erwin Rommel, comandante supremo del Gruppo d'armate B schierato in Italia settentrionale, e il feldmaresciallo Kesselring che guidava il Gruppo d'armate C in Italia centro-meridionale. Rommel era dell'avviso che la Penisola dovesse essere abbandonata al fine di cristallizzare la difesa lungo gli Appennini tosco-emiliani, mentre Kesselring si sentiva abbastanza forte per fronteggiare efficacemente gli Alleati lungo la linea Gustav. Hitler alla fine appoggiò Kesselring, il quale il 21 novembre 1943 assunse il comando supremo di tutte le forze tedesche in Italia. Rommel fece ritorno in Germania e la 14ª Armata del Generaloberst Eberhard von Mackensen, inizialmente dislocata nell'Italia settentrionale, fu schierata a sud di Roma come riserva della 10ª Armata del Generaloberst Heinrich von Vietinghoff, che presidiava il fronte di Cassino. L'operazione Shingle poggiava sull'assioma che i tedeschi avrebbero sguarnito la Gustav per fronteggiare gli sbarchi anfibi, ma gli Alleati non avevano previsto che Kesselring potesse disporre di divisioni fresche schierate in riserva a sud di Roma. Nelle sue memorie il feldmaresciallo tedesco scrisse di aver acquisito la convinzione che l'impegno con cui combattevano gli Alleati palesava l'esistenza di un vasto piano strategico, e la lentezza dell'avanzata avrebbe presto convinto Alexander di porre fine a questa lotta troppo lenta e dispendiosa con uno sbarco nelle retrovie nemiche, che, «dato il metodo seguito dagli Alleati, si poteva prevedere sarebbe avvenuto nei dintorni di Roma». Secondo Kesselring era inoltre chiaro che lo sbarco sarebbe avvenuto in concomitanza con un'offensiva proveniente dal fronte della Gustav, e per questo predispose l'arrivo di quattro divisioni di riserva con le quali contava di poter agire in tempo contro le previste offensive Alleate, due delle quali però non arrivarono in tempo. Kesselring poté comunque quindi disporre a nord di Roma della 92. Infanterie-Division e a sud la 4. Fallschirmjäger-Division, mentre la 29. e la 90. Panzergrenadier furono messe in riserva mobile per contrastare eventuali sbarchi.

## Le forze in campo

### Gli Alleati e il piano operativo

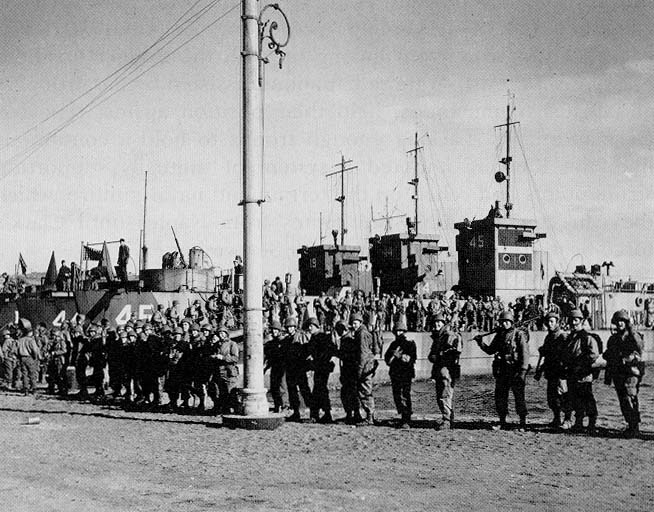
Uomini del 3º Battaglione ranger attendono di essere imbarcati su un LCI e trasportati ad Anzio. Molti di loro caddero o furono fatti prigionieri durante l'attacco a Cisterna del 30 gennaio.

Per l'operazione fu schierato il VI Corpo statunitense del maggior generale John Lucas, articolato sulla 1ª Divisione fanteria britannica al comando del generale Penney e sulla 3ª Divisione di fanteria dell'energico maggior generale Lucian Truscott. Vi erano poi alcuni reparti scelti di rinforzo come il 1º e 3º Battaglione ranger del colonnello William Darby, i paracadutisti del 504º Reggimento di fanteria aviotrasportata del colonnello Reuben Tucker, l'83º Battaglione chimico, il Commando 9 dell'esercito britannico e il Commando 43 dei Royal Marines. A Napoli erano presenti altre due divisioni che sarebbero arrivate sulle spiagge non appena i primi LST si fossero liberati dalle operazioni iniziali ad Anzio: si trattava della 1ª Divisione corazzata e della 45ª Divisione di fanteria statunitensi, al comando rispettivamente del maggior generale Ernest Harmon e del maggior generale William Eagles. Esse rappresentavano la forza che Lucas avrebbe potuto impiegare per lo sfruttamento del successo, a patto che la testa di ponte, nei primi giorni, fosse ben consolidata sì da permetterne uno sbarco agevole. In totale le forze destinate a "Shingle" contavano 110 000 uomini.
È peraltro utile sottolineare che era stato predisposto un attacco concomitante alla linea Gustav, in modo da esaurire le riserve tedesche e facilitare la costituzione di un perimetro difensivo, quindi una decisa penetrazione nelle retrovie tedesche. Anzio doveva essere «il sinistro che avrebbe messo knock-out le forze tedesche». Alexander e Clark decisero di dare il via ai combattimento sulla Gustav una settimana prima degli sbarchi, selezionando un'area particolarmente ben fortificata: l'assalto avrebbe avuto inizio la notte del 17 gennaio lungo il corso del fiume Garigliano, dove avrebbe attaccato il X Corpo d'armata britannico, seguito il 20 gennaio da un attacco del II Corpo statunitense. I generali puntavano a superare il fiume Rapido e inoltrarsi nella valle del fiume Liri, sperando in tal modo di protendere un profondo saliente verso la testa di ponte in via di formazione, con buone prospettive di un rapido ricongiungimento.

### I tedeschi e gli italiani

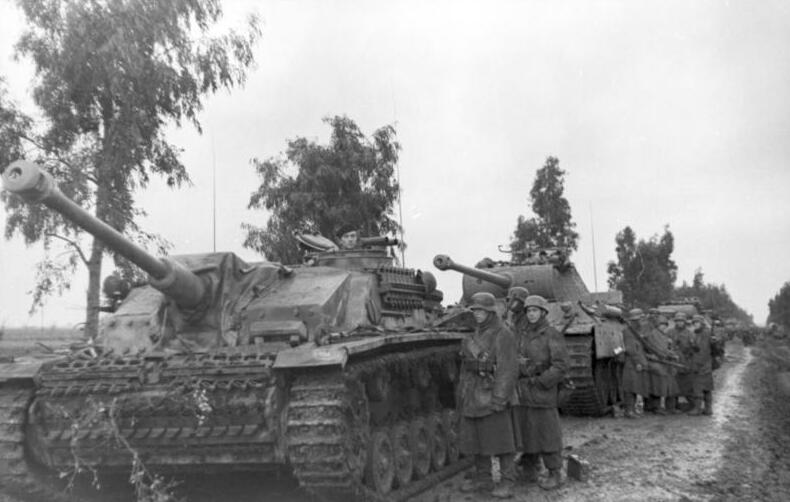
Sturmgeschütz III della 26. Panzer-Division vicino a Nettuno nel marzo 1944. Il Panzer V Panther è del 4. Panzer-Regiment, distaccato dalla 13. Panzer-Division.

I tedeschi avevano occupato la regione di Anzio e Nettuno subito dopo l'armistizio di Cassibile dell'8 settembre, poiché provvista di alcune batterie costiere; evacuarono la popolazione dalle case prospicienti al mare e iniziarono i preparativi per distruggere il porto. Inoltre requisirono molte abitazioni per le truppe del presidio e per i soldati di ritorno dal fronte. Con il sopraggiungere dell'inverno e l'impossibilità degli Alleati di tentare operazioni incisive lungo la dorsale degli Appennini, il feldmaresciallo Kesselring decise di lasciare praticamente sguarnito il settore centrale e impiegare il grosso delle sue truppe sui versanti del Tirreno e dell'Adriatico. Le truppe presenti in Italia, prelevate dalla riserva mobile dell'OKW, erano di eccellente qualità e tali rimasero per tutta la durata della campagna d'Italia: in ottobre erano schierate la 3. e la 15. Panzergrenadier-Division contro la 5ª Armata; la Fallschirm-Panzer-Division 1 "Hermann Göring" formava la riserva, mentre il più esteso fronte adriatico era presidiato dalla 16. Panzer-Division, 26. Panzer-Division, 29. Panzergrenadier, la 1. Fallschirmjäger-Division e due divisioni di fanteria. Quando il 30 gennaio Lucas tentò di avanzare trovò la strada sbarrata dalla 14ª Armata tedesca del generale von Mackensen, di nuova costituzione; schierata come riserva strategica e a protezione delle probabili zone di sbarco lungo la costa, al momento del primo contrattacco contro la testa di ponte di Anzio poté schierare trentatré battaglioni di fanteria.
Kesselring, nonostante la sorpresa iniziale, reagì con grande rapidità e attivò subito il cosiddetto Fall Richard ("caso Richard"), la pianificata reazione a un probabile sbarco sulla costa tirrenica: in pochi giorni affluirono nel settore della testa di ponte di Anzio il I Corpo d'armata paracadutisti con la Panzer-Division "Hermann Göring" e la 4. Fallschirmjäger-Division, il LXXVI Panzerkorps - formato dalla 26. Panzer-Division, dalla 3. e dalla 29. Panzergrenadier-Division - e quattro divisioni di fanteria, distaccate su ordine dell'alto comando dall'Italia settentrionale e dai Balcani. Il 23 gennaio 1944 il generale von Mackensen assunse il comando della 14ª Armata incaricata di organizzare queste divisioni e contrastare le forze alleate sbarcate ad Anzio. Le truppe tedesche giunsero sul posto rapidamente e già il 29 gennaio erano numericamente superiori alle forze di Lucas.
I tedeschi, seppur limitatamente, poterono contare sul supporto di reparti della Repubblica Sociale Italiana, tra cui mezzi d'assalto della ricostituita Xª Flottiglia MAS e aerosiluranti del Gruppo Aerosiluranti "Buscaglia-Faggioni", che operarono alcuni attacchi contro le unità navali davanti ad Anzio. Per quanto riguarda le azioni in mare dopo l'armistizio, «un certo numero di barchini MTSM e MTSMA insieme a una squadriglia di MAS vennero [...] avviati verso sud», dopo che «l'insuccesso dei mezzi subacquei d'assalto germanici contro il naviglio alleato ad Anzio indusse a lanciare all'attacco i mezzi italiani con equipaggi formati dalla ben più sperimentata Xª MAS». Alcune unità terrestri della RSI risultarono impiegate al fronte, soprattutto da marzo a giugno 1944. Inizialmente, a febbraio, si trovava inquadrato nella 14ª Armata il solo Battaglione paracadutisti "Nembo", il quale partecipò all'offensiva di quel mese nel settore del fosso della Moletta; a marzo furono aggiunti il Reggimento arditi paracadutisti "Folgore" (che il 4 giugno combatterono duramente lungo la statale Pontina all'altezza di Castel di Decima), il Battaglione "Barbarigo" (posizionato lungo il Canale Mussolini dinanzi alla First Special Service Force) e il 2º Battaglione SS "Vendetta" della 29. Waffen-Grenadier-Division, composto da collaborazionisti italiani e stanziato nel settore di Cisterna di Latina.

## Gli sbarchi

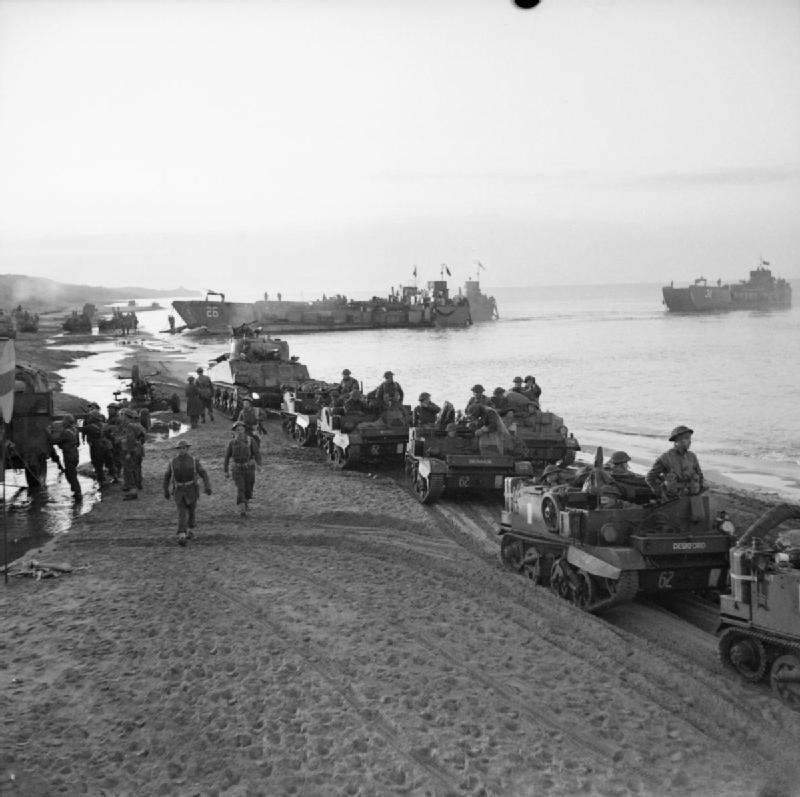
Soldati britannici, carri armati medi M4 Sherman e Universal Carrier sbarcano sulle spiagge a nord di Anzio.

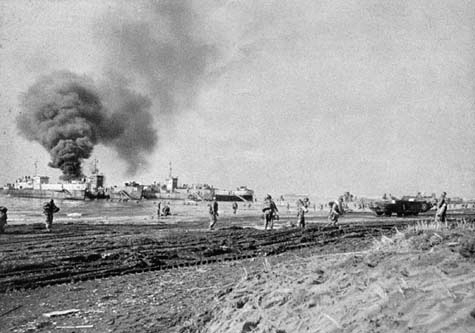
Truppe statunitensi prendono terra lungo le spiagge a sud di Anzio.

Venerdì 21 gennaio, alle 17:20, la flotta del contrammiraglio Thomas Troubridge diretta ad Anzio levò le ancore dal porto di Napoli e, dopo una finta verso sud, prese il largo. Alle 00:04 del D-Day, con quattro minuti di ritardo, le prime imbarcazioni alleate gettarono l'ancora a 5 chilometri dal litorale e iniziarono le operazioni di sbarco, favorite dall'assenza di vento e dal mare calmo. La 1ª Divisione britannica, sul fianco sinistro, sbarcò a 8 chilometri a nord di Anzio su un ampio tratto di litorale denominato Peter Beach, adiacente all'attuale località del Lido dei Gigli e suddiviso da nord a sud come Red, Yellow e Green Beach; i genieri si dedicarono subito a disinnescare le mine sulla riva. Ben presto migliaia di uomini avanzarono verso bosco Padiglione, imbattendosi soltanto in uno sparuto gruppetto di tedeschi fatti prigionieri mentre ancora dormivano; le operazioni di scarico, frattanto, erano rallentate e sulle spiagge vi era una certa confusione. Sull'ala destra, dove si stendeva la X Ray Beach, la 3ª Divisione fanteria statunitense sbarcò poco più a sud di Nettuno nei settori Red e Green, estesi fino a Torre Astura, mentre i ranger penetrarono verso il casinò Paradiso a nord di Anzio dopo essere approdati nel settore Yellow (situato tra Anzio e Nettuno). Adoperando brevemente alcuni lanciafiamme, i ranger ottennero la resa di una batteria antiaerea lì posizionata e fecero diciannove prigionieri; nel frattempo, il distaccamento di genieri loro aggregato rimosse dal molo del porticciolo di Anzio oltre 20 tonnellate di esplosivo, piazzato dai tedeschi in previsione della sua demolizione.
Alle 03:05 il generale Lucas, che a bordo della nave ammiraglia anfibia USS Biscayne osservava lo sbarco con il cannocchiale, trasmise alcuni messaggi in codice al generale Clark: «Cielo sereno, mare calmo, poco vento, nostra presenza non scoperta»; «Nessun carro armato ancora a riva, ma l'attacco procede bene». Alle 06:15 il generale Truscott fu portato a terra da una corvetta per meglio coordinare l'avanzata dei tre reggimenti di fanteria della 3ª Divisione: questi si erano portati 5 chilometri nell'interno, scambiando solo sporadici colpi con le vedette tedesche in ritirata, e demolirono i ponti sul canale Mussolini per impedire manovre di fiancheggiamento sul lato destro. Alle 07:30 i ranger occuparono Anzio e poco dopo i paracadutisti del 504º Reggimento presero Nettuno. La polizia militare installò la segnaletica per incanalare e gestire il continuo afflusso di veicoli, carri armati e truppe, accolte con favore dalla popolazione.

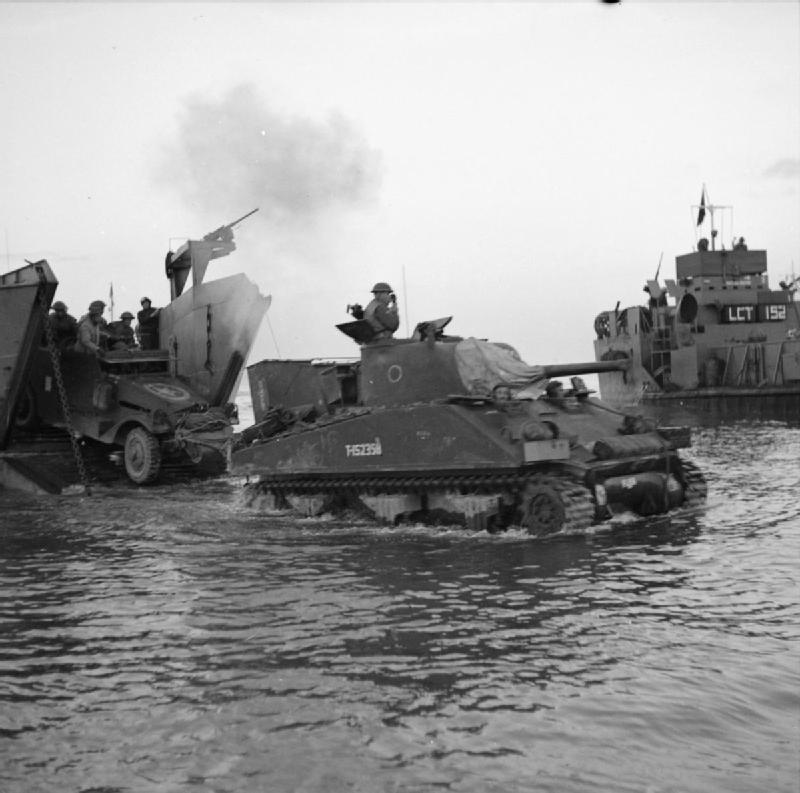
Uomini e mezzi sbarcano dagli LST.

La situazione sulle spiagge si rivelò così tranquilla che alle 09:00 il generale Alexander, l'ammiraglio Troubridge e il generale Clark (ciascuno con la rispettiva motovedetta), salirono a bordo della Biscayne dove furono accolti da un ottimista Lucas: questi illustrò l'eccellente situazione e la mancanza di qualsiasi seria resistenza tedesca, giacché gli sbarchi erano avvenuti senza problemi e le perdite erano state sinora irrisorie. I generali salirono poi sui DUKW e raggiunsero le rive, ispezionando la testa di ponte e controllando il morale; Clark si fermò a parlare con Truscott. Tornati sulla Biscayne, si complimentarono con il generale Lucas e ripresero posto sulle motovedette che li ricondussero a Napoli, senza lasciare ordini o indicazioni. Come scrisse Vaughan-Thomas, «Vennero, videro, approvarono».
Gli Alleati avevano in effetti colto di sorpresa i comandi tedeschi e per la mezzanotte del giorno D 27 000 americani, 9 000 britannici e 3 000 veicoli occupavano la testa di sbarco, larga 25 chilometri e profonda dai 4 ai 6. Il 22 gennaio furono registrate solo tredici vittime a causa di qualche tiro delle lontane artiglierie tedesche e di rare incursioni della Luftwaffe. Lo stesso generale Lucas stentò a credere che le operazioni si fossero svolte con apparente facilità e con la totale assenza del nemico; il generale Alexander si mostrò forse più cauto e in serata comunicò a Churchill: «Pare che abbiamo ottenuto una sorpresa quasi completa. Io ho insistito sull'importanza di forti pattuglie mobili lanciate avanti [...] ma non ho ricevuto ancora rapporti sulla loro attività», ma il primo ministro si disse soddisfatto che il VI Corpo stesse «[...] spingendo avanti i tentacoli». In realtà, Lucas dette prova di grande incertezza e poco mordente: non fece avanzare nessuna pattuglia verso Albano o Cisterna, piuttosto si preoccupò di far progredire le divisioni con metodica lentezza allo scopo di raggiungere una cosiddetta "linea del corpo di sbarco", una linea curva lunga una dozzina di chilometri, tracciata attorno al porto di Anzio dalla foce del Moletta a nord-ovest al canale Mussolini a sud-est.

### Le contromisure tedesche

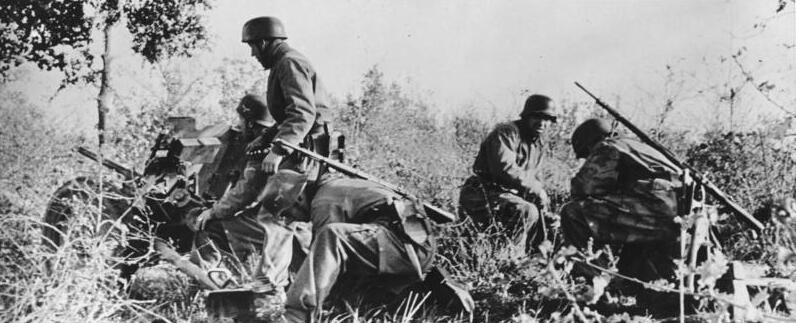
Fallschirmjäger prendono posizione sul "fronte di Nettuno", armati di un piccolo cannone controcarro da 3,7 o 4,2 cm.

Il feldmaresciallo Kesselring era sempre stato consapevole della possibilità di uno sbarco degli Alleati alle spalle della linea Gustav e aveva deliberatamente affrontato il rischio di arrestarsi a sud di Roma, pensando che, con riserve ben dislocate, sarebbe stato capace di respingere un assalto dal mare senza abbandonare le posizioni imperniate su Cassino. La maggior parte dei rinforzi tedeschi era costituita dalle unità della 14ª Armata stanziata in Italia e che, in caso di grave necessità, poteva essere coadiuvata da divisioni locate in Francia e Balcani. Nel dicembre 1943, inoltre, erano stati elaborati piani particolareggiati per contrastare un tentativo di aggiramento: furono individuate cinque possibili località di sbarco e, per ciascuna, fu organizzato un sistema di rapido afflusso di rinforzi. Furono condotti studi attenti degli itinerari, attivati reparti con il compito specifico di tenere sgombri i valichi montani, costituiti punti di emergenza per il rifornimento di carburante e, infine, furono distribuiti piccoli gruppi di genieri pronti a gettare ponti di barche lungo i corsi d'acqua da attraversare. Questo apparato sarebbe entrato in funzione non appena la parola d'ordine Fall Richard ("Caso Richard") fosse stata trasmessa.

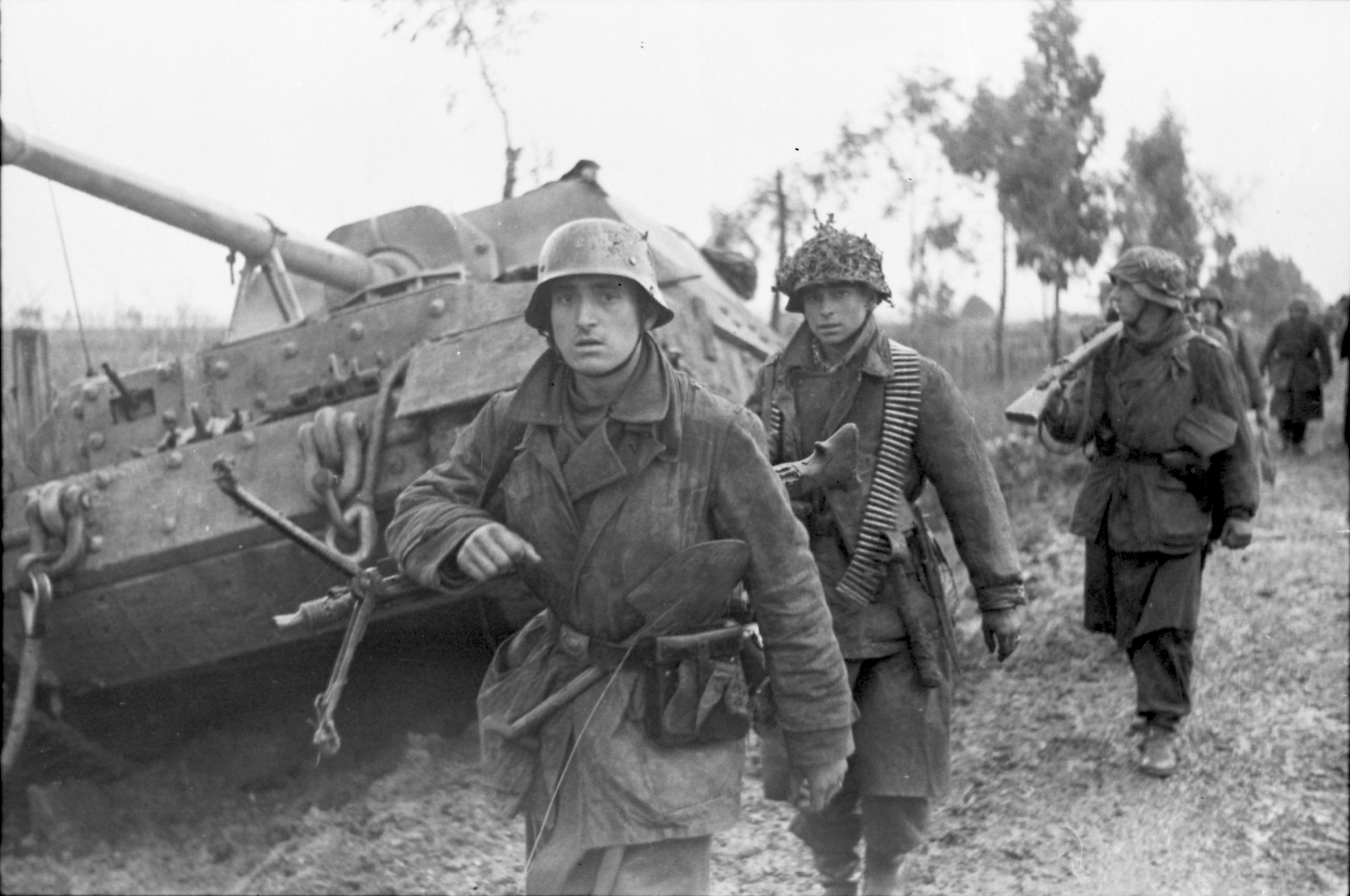
Fanteria tedesca in marcia verso Nettuno, mentre supera un Panzerjäger Elefant.

L'attacco degli Alleati contro Cassino, però, si rivelò più pericoloso del previsto e il generale von Vietinghoff richiese insistentemente due divisioni in più rispetto a quelle assegnategli (la 29. e la 90. Panzergrenadier-Division, in riserva a sud di Roma) perché temeva che l'ala destra, tenuta da truppe progressivamente logorate, potesse essere travolta; Kesselring fu convinto dalle motivazioni e concesse l'autorizzazione, dato che non disponeva di alcuna precisa informazione circa un possibile sbarco alleato. In questo modo, secondo il generale von Senger, fu garantita «la certezza di un successo tattico», che si verificò durante il contrattacco tedesco (20-22 gennaio) sulla linea Gustav. D'altronde il feldmaresciallo, pochi giorni prima, aveva ricevuto al proprio quartier generale l'ammiraglio Wilhelm Canaris, capo del controspionaggio tedesco, che lo informò di non essere in grado di fornire dati precisi, concludendo tuttavia il suo rapporto con l'affermazione che «non c'è il più lieve segno di un prossimo sbarco; il movimento a Napoli è perfettamente normale». Canaris tornò in Germania il 21 gennaio.

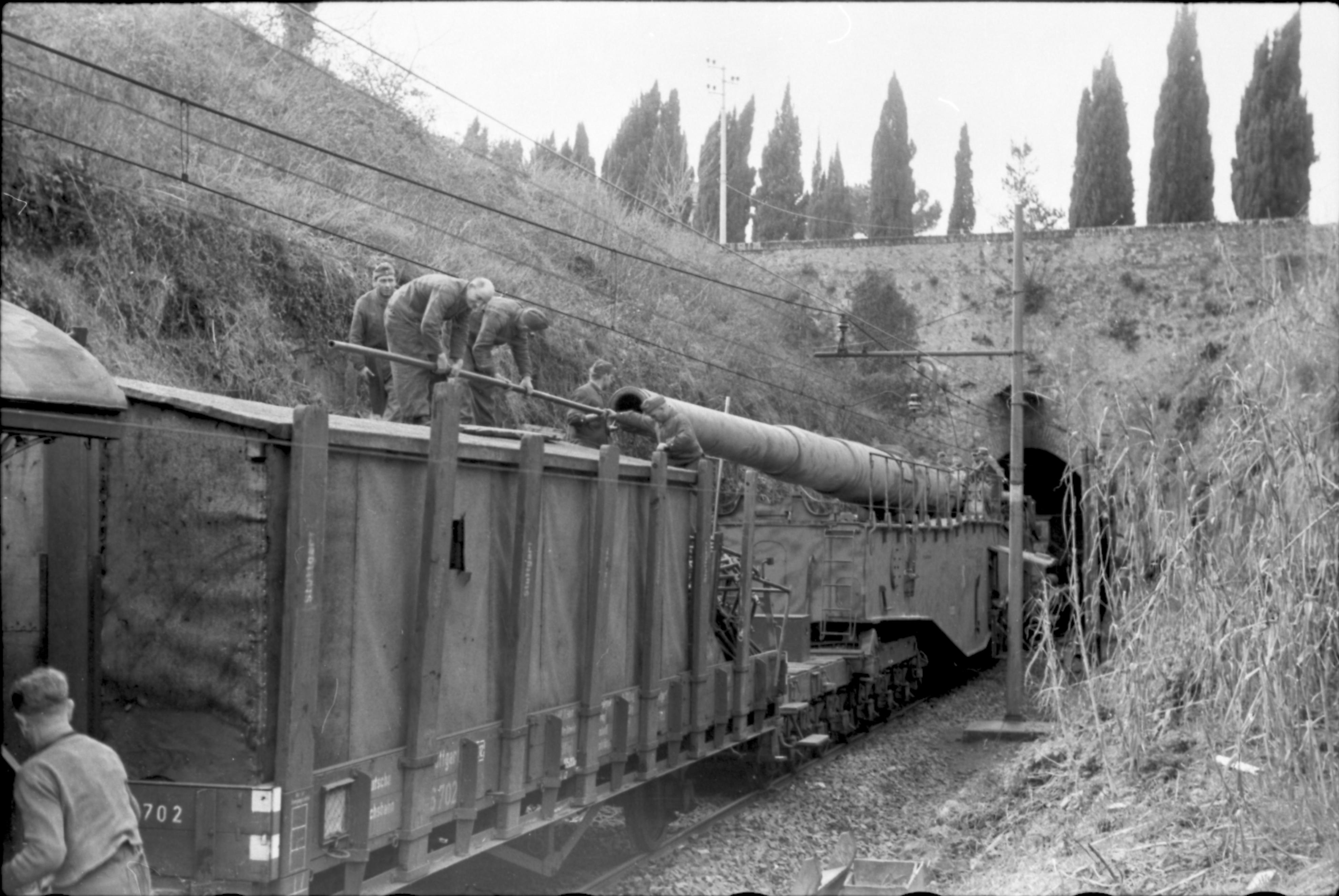
Uno dei due cannoni ferroviari 28 cm K5 (E) che operarono ad Anzio: gli Alleati li soprannominarono Anzio Express e Anzio Annie.

Kesselring fu dunque inizialmente preso alla sprovvista dallo sbarco in forze: immediatamente fece diramare l'ordine di mettere in azione il "Caso Richard" e i rinforzi cominciarono a muoversi, ma sarebbe occorsa tutta la mattinata perché i primi elementi arrivassero in linea. Egli poteva fare affidamento solo su uno stremato battaglione della 29. Panzergrenadier-Division, che tuttavia non fu schierato per le troppe perdite patite. Preoccupato che la situazione potesse evolvere catastroficamente da un momento all'altro, si adoperò alacremente per difendere i Colli Albani e fece in modo di raccogliere tutto il personale possibile per contenere il cuneo alleato: furono mobilitati numerosi artiglieri della Luftwaffe e i cannoni che non erano richiesti altrove furono dirottati nel Lazio meridionale. Con sorprendente rapidità i tedeschi circondarono con un cordone, pur sempre esile, la testa di ponte. Kesselring trasferì nella zona anche gli stati maggiori del I Corpo d'armata paracadutisti e del LXXVI Panzerkorps, fatto affluire in tutta fretta dall'Adriatico, quindi il 23 gennaio affidò al generale von Mackensen il controllo delle forze attorno ad Anzio e limitrofi. In questa occasione, il feldmaresciallo gli confidò: «Io considero la nostra posizione di difesa consolidata, sicché non abbiamo più da temere un rovescio grave».
Successivamente, muovendosi nottetempo per evitare gli attacchi aerei anglo-statunitensi, altre cinque divisioni si mossero per tamponare la penetrazione nemica. L'esperta Panzer-Division "Hermann Göring" si posizionò di fronte ai reggimenti americani, la 3. Panzergrenadier-Division ebbe la responsabilità del tratto dinanzi a Campoleone, difeso dai britannici, e la 65. Infanterie-Division infine fu destinata alla realizzazione di una linea difensiva oltre il fiume Moletta. Dal fronte di Cassino furono quindi disimpegnate la 29. e la 90. Panzergrenadier-Division, la quale ultima divenne la nuova riserva del gruppo di armate dietro a Cassino, ancora dipendente dalla 10ª Armata. Quando a metà febbraio sul fronte sud la minaccia degli Alleati cessò, Kesselring spostò altre tre divisioni dalla Gustav verso nord-ovest; inoltre poté distaccare anche la 26. Panzer-Division, dato che sul fronte dell'Adriatico l'8ª Armata, secondo l'esatta valutazione del feldmaresciallo, era incapace di fare ulteriori progressi.

### Il consolidamento della testa di ponte

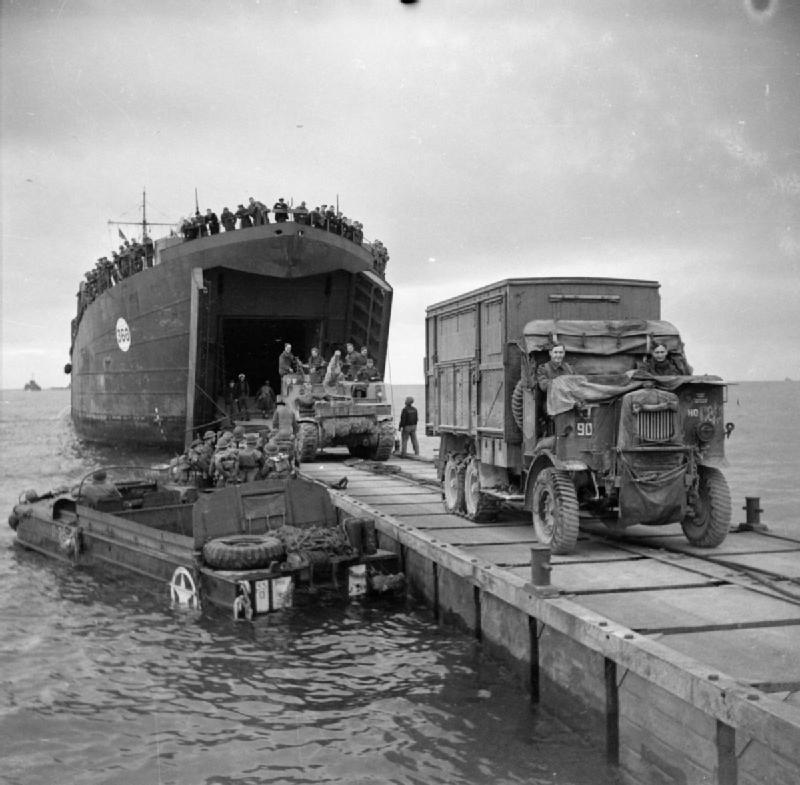
Gli sbarchi di uomini e materiali continuarono senza sosta fino al 31 gennaio: qui approdano un camion Albion e un semovente d'artiglieria Sexton. In acqua, vicino al ponte di barche, si nota un DUKW.

Il primo obiettivo degli Alleati fu quello di rafforzare la testa di ponte, quindi il VI Corpo sarebbe avanzato verso i Colli Albani con pattuglie a livello reggimentale, autoblindo e carri armati leggeri, allo scopo di minacciare le vie di comunicazione tra Roma e la linea Gustav e costringere così le divisioni tedesche a ripiegare verso nord per non essere tagliate fuori. Questa manovra si dimostrò debole e troppo ottimista, poiché la 10ª Armata non abbandonò le sue posizioni fortificate attorno Cassino. Il generale Alexander sapeva che le forze sbarcate non avrebbero potuto difendere un fronte esteso per 30 chilometri imperniato sui Colli Albani e sulle colline sopra Cori perché, secondo le previsioni, i tedeschi avrebbero lanciato un massiccio contrattacco impiegando le divisioni dislocate in Italia settentrionale, mentre il generale von Vietinghoff si ritirava dalla linea Gustav. Il generale Clark doveva avviare una poderosa offensiva in quel momento, in modo da soccorrere il VI Corpo, occupare saldamente i Colli Albani e aprirsi la strada verso Roma. Le disposizioni di Alexander furono tuttavia poco chiare e Clark, non sapendo cosa aspettarsi ad Anzio, optò per contattare il generale Lucas e ordinargli di «occupare e consolidare una testa di ponte» e quindi avanzare verso i Colli Albani; gli inviò anche un avvertimento: «Non si esponga come ho fatto io a Salerno». Fu questo messaggio che, probabilmente, ispirò eccessiva prudenza e pessimismo in Lucas, che dedicò le sue energie quasi esclusivamente al rafforzamento della testa di ponte.

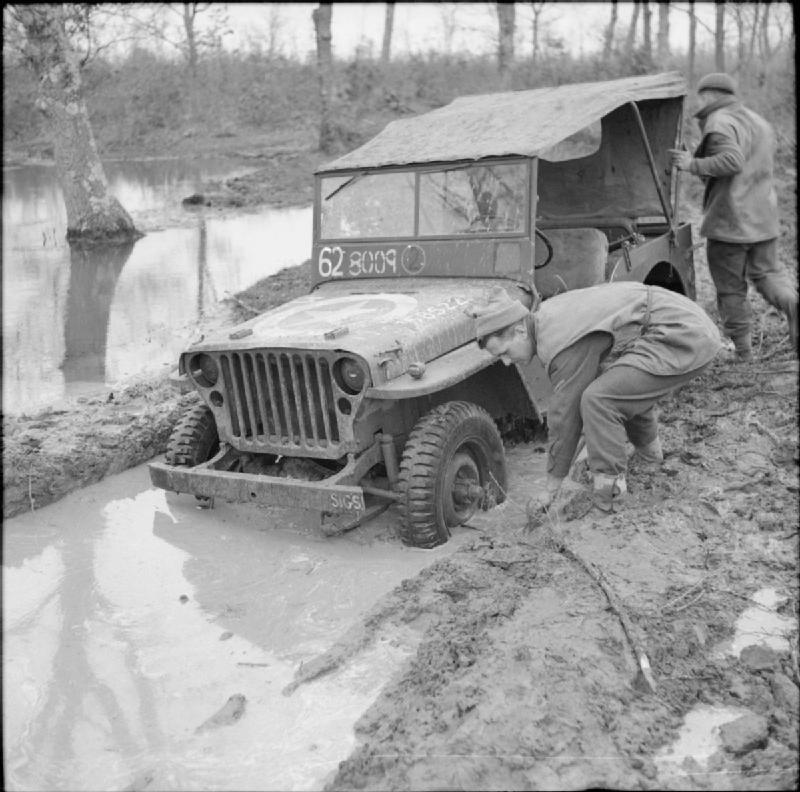
Il maltempo creò non pochi problemi alle truppe sbarcate nella testa di ponte.

Il generale Lucas poté disporre, entro il 24 gennaio, di oltre 50 000 uomini e 5 000 veicoli; allo scarico di truppe, attrezzature e rifornimenti furono destinati diversi soldati italiani dell'Esercito cobelligerante. Roma si trovava a meno di 50 chilometri a nord-ovest e la strada verso la capitale era in pratica aperta, ma Lucas ritardò l'arrivo della 1ª Divisione corazzata al giorno D+4 (il 26 gennaio) regalando quattro preziosi giorni al feldmaresciallo Kesselring per completare lo schieramento difensivo attorno Anzio. Il VI Corpo d'armata rimase dunque praticamente immobile per oltre 72 ore, sebbene davanti a sé non avesse apprezzabili forze nemiche; già il 25 le avanguardie di otto divisioni tedesche lo circondavano e, nel giro di una settimana, dovette affrontare circa 70 000 uomini.
L'avanzata fu impostata per stabilire un sicuro perimetro difensivo. Solo il 27 gennaio elementi della 3ª Divisione statunitense giunsero a meno di 5 chilometri da Cisterna, adoperando il canale Mussolini per coprirsi il fianco destro lungo le Paludi Pontine. Nel settore sinistro la 1ª Divisione britannica si spinse lungo la via di Albano, superando di circa 1,5 chilometri il piccolo centro di Aprilia, noto alle truppe come The factory. Nel frattempo le operazioni di sbarco erano state rallentate dal persistente maltempo ed erano divenute bersaglio sia di artiglierie a lunga gittata sia di violenti attacchi della Luftwaffe, che lanciò missioni contro le navi e le linee di comunicazione nonostante le condizioni climatiche. Il generale Clark ricevette a tal proposito un messaggio da Lucas: «Le operazioni di scarico sono impossibili. Prevalgono pioggia, nevischio, fulmini e forti venti. Il porto di Anzio è cannoneggiato da pezzi a lunga gittata». Risultò che tale cannoneggiamento era effettuato da due pezzi ferroviari di grande calibro 28 cm K5 (E), spostati in continuazione lungo la ferrovia ai piedi dei Colli Albani e ribattezzati nei giorni seguenti con il nome di Anzio Express ("il direttissimo di Anzio") e Anzio Annie. Ciononostante, la testa di ponte fu allargata sino ad avere una profondità di circa 11 chilometri per 25 di estensione. Il VI Corpo d'armata rimaneva comunque saldamente ancorato e non aveva ancora intrapreso la prevista, rapida marcia su Roma; dopo la visita del 25 gennaio, Alexander discusse con Clark della situazione e gli confidò di non ritenere Lucas capace di gestire l'operazione: questi, infatti, non intendeva imbastire importanti offensive sino a quando non fosse affluita l'intera 1ª Divisione corazzata.

## La battaglia per la testa di ponte

### La fallita avanzata alleata

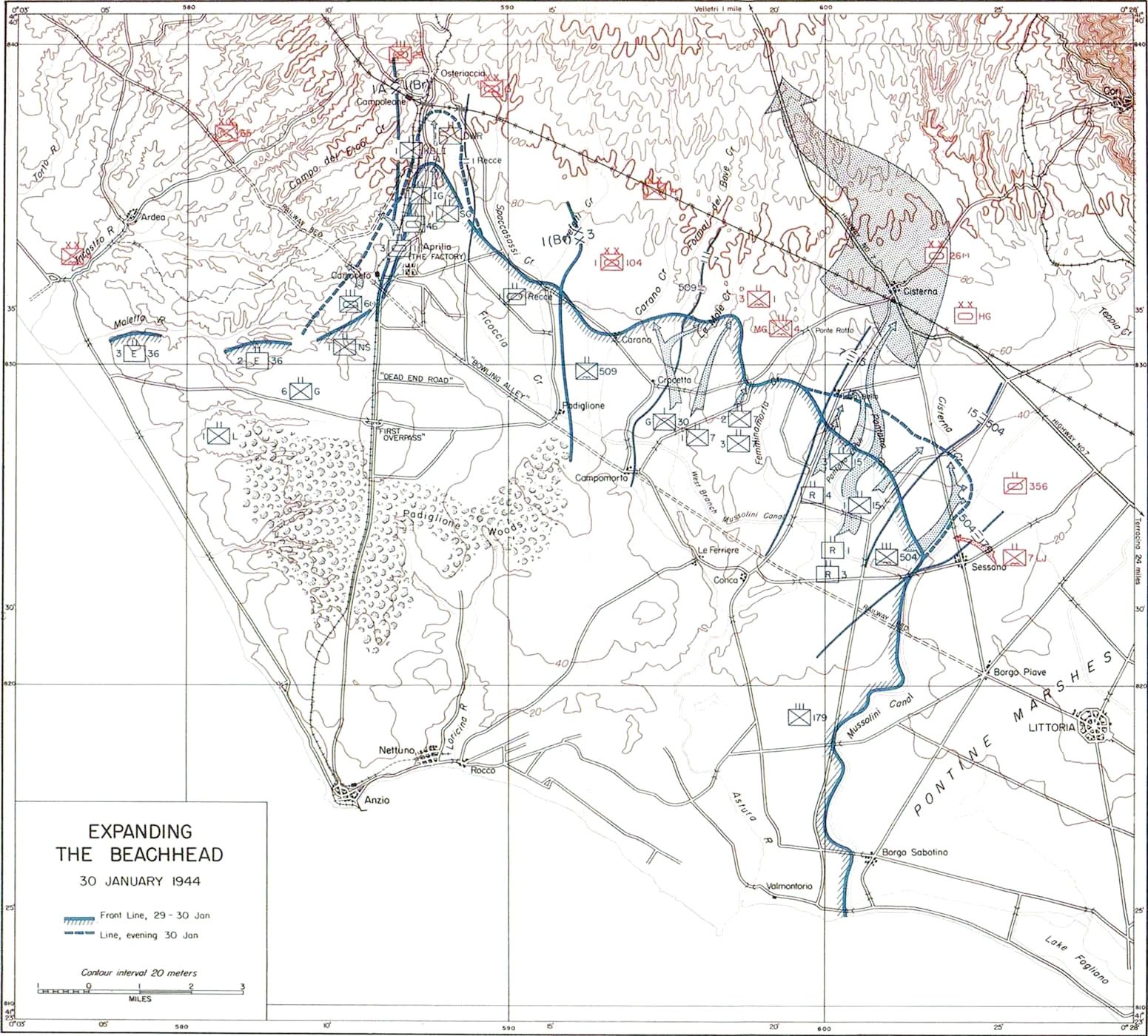
Carta raffigurante gli attacchi alleati del 30 gennaio.

Il 30 gennaio il generale Lucas si sentì pronto per rompere l'accerchiamento tedesco e pianificò una duplice avanzata. Sul fianco orientale la 3ª Divisione statunitense doveva conquistare Cisterna, tagliare la statale 7 e prepararsi a muovere su Velletri; in suo appoggio furono distaccati il 504º Reggimento paracadutisti e i battaglioni rangers del colonnello Darby. Sul versante occidentale la 1ª Divisione britannica, disposta attorno Aprilia, era incaricata di impadronirsi della stazione ferroviaria di Campoleone, mentre la 1ª Divisione corazzata statunitense avrebbe operato una vasta manovra ad arco sul suo fianco sinistro, superando Campoleone per raggiungere i Colli Albani da ovest. Il generale Truscott ottenne che gli agguerriti ranger fossero inviati in avanguardia, sì da infiltrarsi nelle linee tedesche e occupare Cisterna, dove si sarebbero attestati nelle case coloniche per attirare e tenere occupati i tedeschi; nel frattempo, la 3ª Divisione sarebbe avanzata ai lati per chiudere le truppe nemiche fra due fuochi, quindi avrebbe lanciato due assalti a tergo dei tedeschi condotti dal 7º Reggimento di fanteria (da nord-ovest di Cisterna) e dal 504º Reggimento paracadutisti (da est, passando attraverso gli acquitrini).

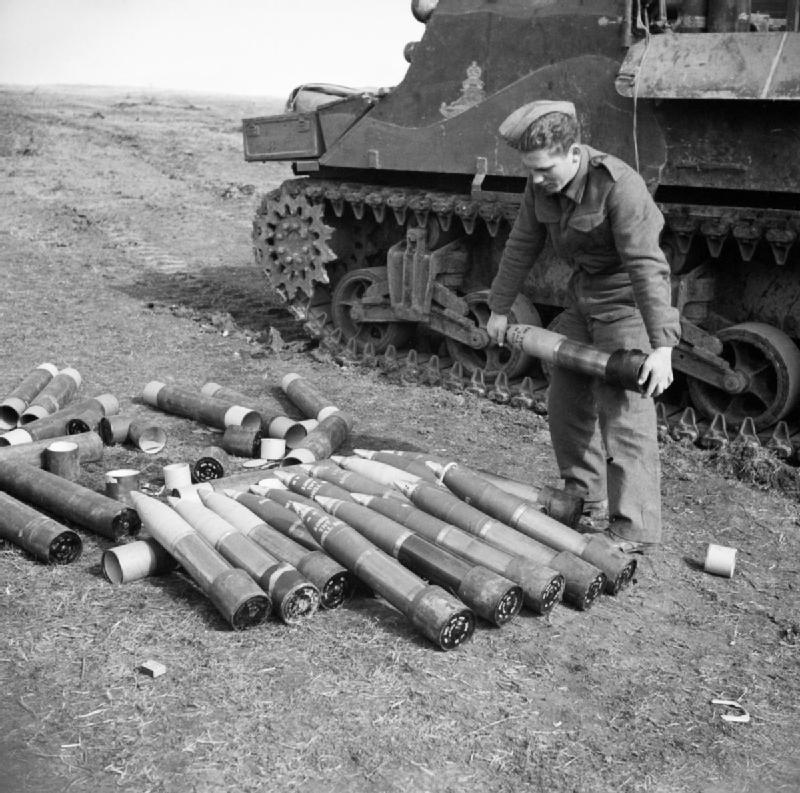
Un carrista della 1ª Divisione controlla le granate da 105 mm prima di caricarle su un M7 Priest, parzialmente visibile in secondo piano.

Nella notte del 30 gennaio i ranger del 1º e del 3º Battaglione si misero in movimento, avanzando cautamente tra i campi, ma una volta penetrati in Cisterna furono investiti da un intenso fuoco di armi automatiche. La notte precedente, senza che gli Alleati se ne fossero accorti, i reparti della Panzer-Division "Hermann Göring" erano stati rinforzati dal 26. Panzer-Regiment, giunto a marce forzate dall'Adriatico: i ranger, convinti di dover solo rastrellare una cittadina modestamente presidiata, incapparono invece in uno schieramento numeroso, bene armato e motivato. I tedeschi, dopo averli fatti avvicinare, aprirono improvvisamente il fuoco e fecero avanzare alcuni semoventi, che sparando ad alzo zero falciarono i fanti americani; i ranger, disorientati, si sparpagliarono e cercarono rifugio nelle case. Ebbe inizio una violenta lotta urbana, che presto si evolse in favore dei tedeschi, superiori per numero e potenza di fuoco. Il colonnello Darby, nelle retrovie, inviò anche il 2º Battaglione ranger per tentare almeno di coprire la ritirata dei suoi uomini, tuttavia verso le 12:00 il comando del 3º Battaglione ricevette l'ultimo messaggio da Cisterna: il sergente Robert Ehalt riferì di avere soltanto dieci uomini e di aver perso il contatto con le altre compagnie del battaglione. Dopo poco i tedeschi ebbero ragione delle ultime resistenze: solo sei ranger fecero ritorno alle linee amiche, gli altri, in totale 761, erano stati uccisi o fatti prigionieri.
Nonostante la precaria situazione, la 3ª Divisione si raggruppò e continuò tenacemente a combattere fino al 1º febbraio; le punte avanzate lambirono la linea ferroviaria Cisterna-Campoleone e arrivarono a meno di un chilometro da Cisterna. Tuttavia gli scontri avevano indebolito più del previsto i reggimenti, che lamentavano oltre 3 000 perdite e non erano più in grado di combattere con efficacia. Il generale Truscott cessò di attaccare e si dispose a passare sulla difensiva; intanto il generale Clark, particolarmente colpito dalla vicenda dei ranger, ordinò un'inchiesta per appurare le cause e le responsabilità del disastro. Truscott si assunse la piena colpevolezza del fallimento, ma nessuno in realtà si aspettava un nemico così forte alla vigilia dell'attacco: in caso contrario, i ranger non sarebbero stati impiegati in maniera così affrettata. La battaglia di Cisterna si concluse quindi con una catastrofe per i ranger americani e diede modo ai tedeschi di organizzare una parata propagandistica per dimostrare la potenza della Germania: lunghe colonne di prigionieri alleati furono fatte sfilare nel pieno centro di Roma per impressionare e intimidire la popolazione.
Sul lato sinistro della testa di sbarco i britannici, appoggiati dai carri armati statunitensi, iniziarono ad avanzare verso Campoleone lungo la direttrice Anzio-Albano, disseminata di capisaldi; come da piano, la 1ª Divisione avanzò sul fianco sinistro su un terreno che secondo le ricognizioni aeree era idoneo al passaggio di mezzi corazzati, ma gli equipaggi si accorsero ben presto che l'area era solcata da decine di piccoli corsi d'acqua, che avevano reso il suolo molle e si erano scavati un letto profondo, tanto che alcuni casi i veicoli si imbatterono in rive friabili alte fino a 10 metri le quali offrivano ottime posizioni per i tedeschi. Le truppe britanniche battezzarono queste particolari conformazioni con il nome di uadi, il termine arabo che indicava i corsi d'acqua asciutti dell'Africa settentrionale.

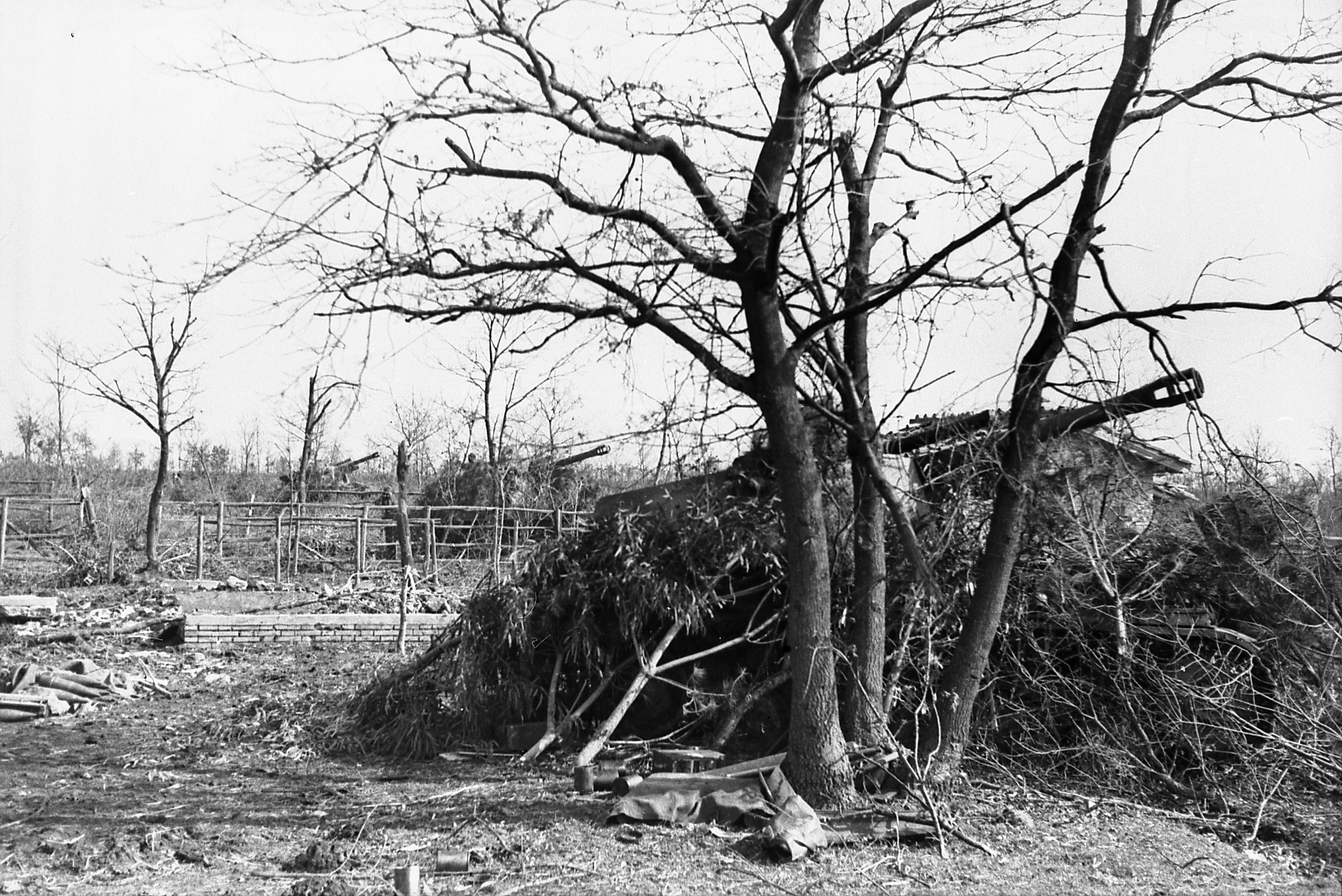
Una batteria di obici semoventi Wespe, camuffati al margine della testa di ponte, a sostegno delle truppe tedesche.

Partendo da Aprilia, le Guardie irlandesi e le Guardie Scozzesi avanzarono verso il primo obiettivo, la "linea di partenza" costituita da una carrareccia che tagliava in due la linea ferroviaria e la strada Anzio-Albano 2,5 chilometri prima della stazione di Campoleone. Alle loro spalle la 3ª Brigata della 1ª Divisione, assieme a carri armati e semoventi, prese posizione nel buio fuori Aprilia: il compito di questa riserva era sostenere le Guardie quando all'alba si sarebbe scatenato il quasi certo contrattacco tedesco. Ancor prima di arrivare alla "linea di partenza" le Guardie furono prese sotto il tiro delle mitragliatrici e dei carri armati tedeschi mimetizzati: le perdite tra i britannici furono gravissime e, nonostante la "linea di partenza" fosse stata raggiunta, le Guardie furono costrette in ultimo a ripiegare lungo la ferrovia. Il generale Penney fu costretto a ripetere l'attacco, facendo accompagnare la fanteria dal 46° Royal Tank Regiment e dall'894º Anti-Tank Battalion americano: a sera le forze alleate erano penetrate a oltre 20 chilometri dal mare, raggiungendo le pendici dei Colli Albani, ma la stazione di Campoleone rimaneva in mano ai tedeschi poiché le truppe attendevano il supporto dei carri statunitensi. I veicoli, però, erano rimasti invischiati al vecchio terrapieno ferroviario di Carroceto, dove il terreno acquitrinoso e i tiri dei pezzi anticarro, installati sui poggi a ovest e nord-ovest, li avevano frenati. Nella notte tra il 30 e il 31 gennaio il generale Lucas acconsentì a far passare l'intera 1ª Divisione corazzata lungo la direttrice d'avanzata allo scopo di sfondare lì il fronte tedesco, più eroso, sebbene si profilasse il rischio di creare un ingorgo.

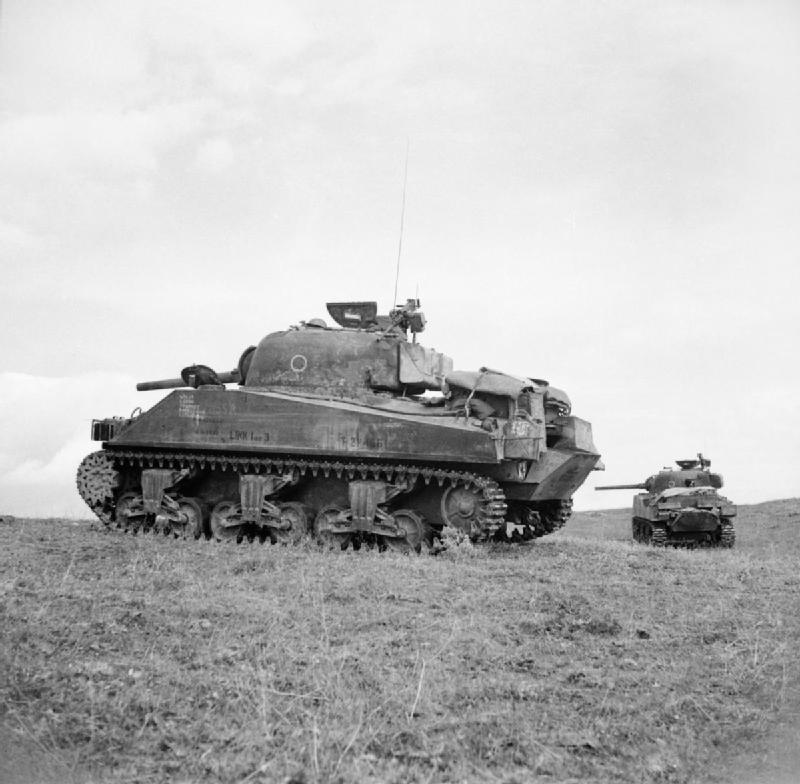
Carri M4 Sherman del 46th Royal Tank Regiment in posizione di fuoco.

Il giorno seguente i combattimenti per Campoleone continuarono furiosi, nel tentativo di occuparla e spingersi verso l'incrocio di Osteriaccia, da dove i carri armati si sarebbero potuti finalmente aprire a ventaglio e penetrare nei Colli Albani. La pressione alleata fu però contenuta dai reparti tedeschi; sfruttando la migliore conoscenza del territorio, furono capaci di inchiodare i soldati nemici con tiri d'infilata, così come di falcidiare i plotoni corazzati che via via lasciavano la strada che portava in città per raggiungere un poggio sulla sinistra, da dove avrebbero potuto ingaggiare i carri tedeschi. Furono messi sistematicamente fuori combattimento dall'artiglieria e dai blindati accuratamente mimetizzati. A fine pomeriggio il generale Harmon si portò sulla prima linea e ispezionò i suoi mezzi corazzati; quando chiese a un caporale l'andamento della battaglia si sentì rispondere: «Bene signore, quando arrivammo eravamo centosedici e adesso siamo sedici. Abbiamo l'ordine di tenere la posizione fino al tramonto e credo che con un po' di fortuna ci riusciremo». Clark, Lucas e Harmon esaminarono la situazione e si resero conto che ogni speranza di uno sfondamento tramite i carri armati era sfumata. La provata 1ª Divisione corazzata fu ritirata nella zona del bosco del Padiglione, tra Anzio e Nettuno, e il 2 febbraio fu diramato l'ordine di cessare l'offensiva e presidiare in forze le posizioni conquistate.
Il saliente creato dall'avanzata britannica (che gli statunitensi chiamavano "pollice" a causa della sua forma) non fu evacuato nonostante la sua conformazione svantaggiosa, dato che si prestava facilmente a un accerchiamento o ad essere isolato, bensì fu rinforzato con altre truppe per contrastare la controffensiva tedesca. Era chiaro che gli obiettivi prefissi dall'operazione Shingle erano stati mancati e che l'iniziativa era passata in mano alla 14ª Armata tedesca; Churchill si espresse a tal proposito in modo molto secco: «[...] Avevo sperato che avremmo gettato un gatto selvatico sulla spiaggia, ma tutto ciò che abbiamo avuto non è che una balena arenata».

### Il contrattacco tedesco
(Frase di Adolf Hitler rivolta a Walther Hewel nel gennaio 1944 dopo lo sbarco di Anzio)

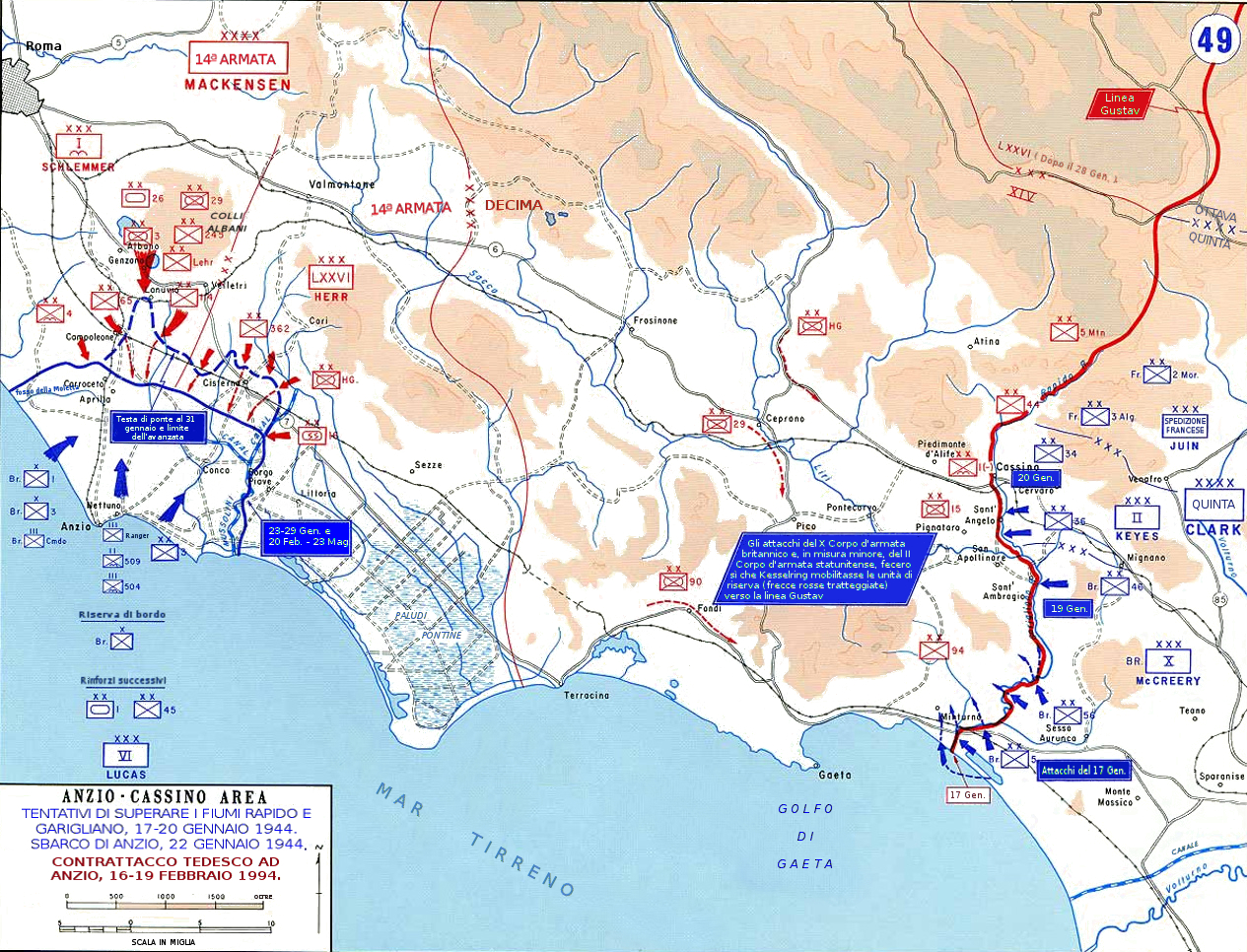
Mappa dei primi scontri lungo il perimetro della testa di ponte: la linea blu tratteggiata indica il limite dell'avanzata alleata; la linea continua rappresenta le postazioni di resistenza dopo il contrattacco tedesco.

Il 28 gennaio Adolf Hitler inviò una direttiva dettagliata al feldmaresciallo Kesselring: il Führer era allora molto preoccupato per la situazione sul fronte orientale, dove era in corso la drammatica battaglia della sacca di Korsun', e temeva l'apertura del secondo fronte alleato attraverso la Manica, ma riteneva che la situazione sul fronte di Anzio desse finalmente l'opportunità alla Germania di infliggere una grande e sanguinosa sconfitta ai nemici occidentali. Hitler quindi confermò la necessità di mantenere a tutti i costi le posizioni di Cassino e contemporaneamente ordinò l'organizzazione di una grande controffensiva contro la testa di ponte per ottenere una vittoria campale di grande importanza, anche propagandistica. Nelle intenzioni del Führer le truppe tedesche avrebbero dovuto mostrare estrema determinazione e aggressività, infliggere agli Alleati il massimo di perdite e dare una dimostrazione eloquente dell'«integrità della forza combattiva dell'esercito tedesco». Nella direttiva Hitler affermava, con accenti estremamente enfatici, che il soldato tedesco doveva «essere compenetrato dalla volontà fanatica di imporsi vittoriosamente in tale battaglia».
Spronati da questo appello Kesselring, von Mackensen e i generali della 14ª Armata si misero all'opera per eliminare ciò che Hitler aveva battezzato «l'ascesso a sud di Roma». Fu deciso che l'attacco si sarebbe compiuto lungo la strada Anzio-Albano, la direttrice più rapida per il mare che offriva, inoltre, la possibilità di spaccare il fronte anglo-americano e avvolgere la troppo esposta 1ª Divisione britannica. L'attacco doveva essere sferrato dalla stazione di Campoleone e l'enfasi fu posta nell'infiltrazione alla base del saliente sfruttando il naturale orientamento dei profondi «uadi» lungo il Moletta, oppure penetrando nella boscaglia sul lato destro del "pollice". In vista dell'offensiva le forze tedesche, che fino ad allora erano entrate in posizione in modo caotico e misto, dovettero essere riorganizzate: il I Corpo d'armata paracadutisti (4. Fallschirmjäger-Division, 65. Infanterie-Division) fu assegnato al settore occidentale nei pressi di Albano sino alla foce del Moletta; i settori centrale e orientale furono posti sotto il comando del LXXVI Panzerkorps, forte della 3. Panzergrenadier-Division e la 715. Infanterie-Division (mot.), componenti il kampfgruppe Gräser stanziato nei pressi di Albano; infine il lato orientale era guarnito dalla 71. Infanterie-Division e dalla Panzer-Division "Hermann Göring", con la 26. Panzer-Division in riserva.

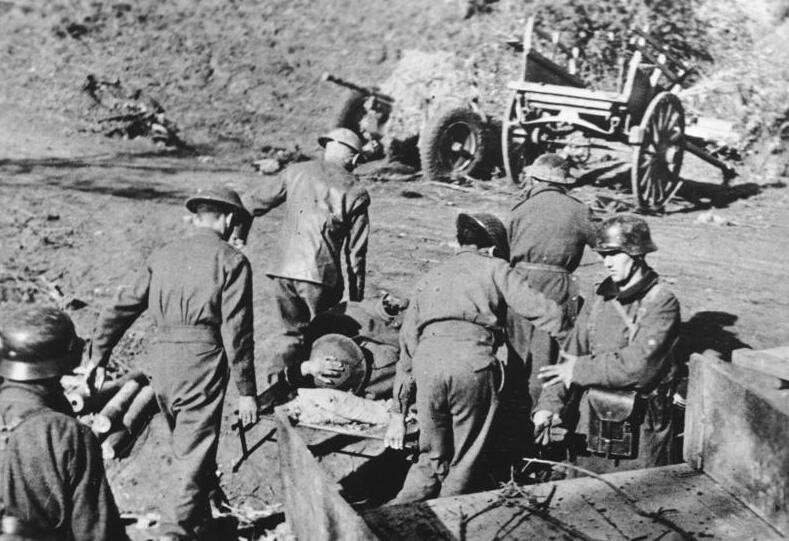
Prigionieri britannici scendono, trasportando un ferito, scortati da soldati tedeschi.

Al contempo il generale Lucas, dopo aver comunicato l'esito negativo del suo attacco e la situazione incerta, aveva ricevuto rinforzi. La 56th (London) Infantry Division del generale Gerald Templer fu ritirata dal fronte di Cassino e spedita ad Anzio, dove arrivò intorno all'8 febbraio, assieme alla 1st Special Service Force del colonnello Robert Frederick; a puntellare il fronte britannico furono ridislocati anche i paracadutisti del 3º Battaglione, 504º Reggimento, inizialmente in appoggio alla 3ª Divisione. Le linee alleate erano comunque presidiate in maniera diseguale nell'area di Campoleone, nonostante la presenza della 1ª Divisione britannica, della 56ª Divisione e della 45ª Divisione americana. Nel settore di Cisterna vigilavano la 3ª Divisione e la 1st Special Service Force.
Alle 23:00 del 3 febbraio i tedeschi del gruppo Gräser partirono all'assalto e in poche ore travolsero le Guardie irlandesi e scozzesi sull'ala sinistra dello schieramento britannico; sulla destra i Gordon Highlanders e gli Sherwood Foresters furono costretti ad arretrare dalle loro posizioni. I tedeschi, applicando efficienti tattiche d'infiltrazione, furono però capaci di isolare e attaccare i reparti più avanzati e ben presto il generale Penney ebbe un terzo della divisione accerchiata; egli, dunque, ordinò alla 168ª Brigata del brigadier generale Kenneth Davidson, appena sbarcata, di avanzare verso Carroceto e sferrare un contrattacco per liberare le forze isolate. Era fondamentale trarre in salvo quei reparti prima della notte: infatti, il maltempo persistente impediva qualsiasi azione delle pur numerose forze aeree e soltanto il preciso fuoco dell'artiglieria, annidata nella testa di sbarco, stava rallentando le puntate offensive tedesche e concedeva un po' di respiro ai britannici, ma dopo il tramonto sarebbe comunque servito a poco. Alle 16:00, perciò, la 168ª Brigata, affiancata dal 46° Royal Tank Regiment lanciò un deciso attacco sul fianco tedesco e aprì un varco consentendo la ritirata delle forze accerchiate, coperta da uno sbarramento d'artiglieria. A mezzanotte gli ultimi reparti furono messi al sicuro, ma le perdite erano state considerevoli e le truppe tedesche non accennarono a diminuire la pressione sul saliente.

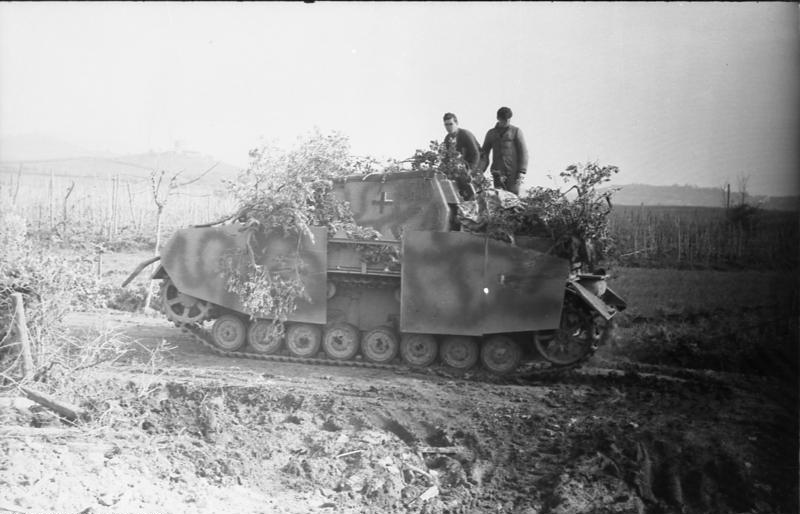
Carristi tedeschi di uno Sturmpanzer IV diretti al fronte.

L'offensiva riprese la sera del 7 febbraio e per la mezzanotte i tedeschi avevano sopraffatto la 24ª Brigata britannica, quindi tentarono di ripetere l'azione del 3 febbraio con l'accerchiamento delle truppe nemiche attorno a Carroceto, dove si erano ritirate. Il giorno successivo riuscirono a occupare il pendio di Buonriposo, a ovest della strada principale, arrivando a meno di 100 metri dalle posizioni britanniche; nel frattempo quattro reggimenti di fanteria, con l'ausilio di alcuni Panzer V Panther, raggiunsero le alture di Carroceto e catturarono 800 uomini. Anche Aprilia cadde in mano tedesca e, seppure la manovra di aggiramento non ebbe successo, il saliente era ormai perso e la testa di sbarco correva il pericolo di essere tagliata in due. Il 10 febbraio il generale Penney avvisò Lucas che la situazione non era più sostenibile, la sua divisione era a organico dimezzato e alcuni reggimenti erano stati praticamente annientati; Lucas inviò allora il 179º e il 180º Reggimento della 45ª Divisione fanteria statunitense, posta in riserva, ma il loro intervento fu tardivo. All'alba dell'11 febbraio il contrattacco anglo-americano per riprendere Aprilia fu vanificato dallo scarso coordinamento tra fucilieri e carri armati; solo un piccolo angolo della periferia dell'abitato fu conquistato e la mattina del 12 i granatieri tedeschi, appoggiati dai panzer, cacciarono gli Alleati dalla città. Il generale von Mackensen, che aveva stabilito il proprio quartier generale in una casa colonica all'estremità occidentale dei Colli Albani, concentrò le sue truppe a Carroceto e Aprilia: da qui sarebbero avanzate per 5 chilometri fino al bosco Padiglione, incuneandosi tra le divisioni nemiche e recidendo la testa di ponte in due tronconi. Questo piano, però, era stato studiato e imposto da Hitler e né von Mackensen, né Kesselring ne furono soddisfatti; i due ufficiali, comunque, si impegnarono con grande energia perché l'operazione Fischfang avesse successo.

### Operazione Fischfang

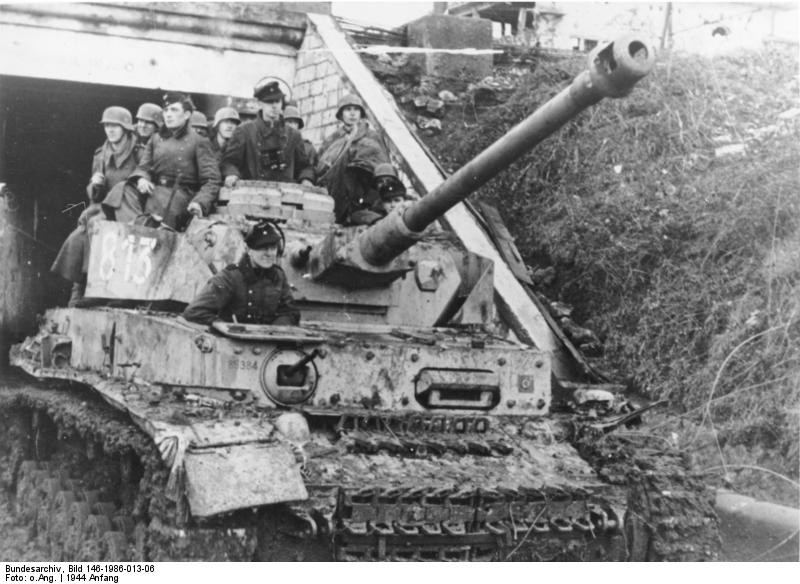
Soldati tedeschi a bordo di un Panzer IV arrivano alla testa di ponte.

Alle 06:30 di mercoledì 16 febbraio l'artiglieria tedesca bombardò per 30 minuti le linee britanniche lungo la via Anzio-Albano, dopodiché i fanti si lanciarono all'attacco contro le unità più avanzate della linea. L'avanguardia tedesca, costituita dal reggimento scelto di fanteria Lehr, concentrata su un fronte di 10 chilometri, attaccò la 45ª Divisione americana e la 56ª Divisione britannica; i battaglioni fucilieri del 157º e del 179º Reggimento statunitense - trincerati rispettivamente sul lato destro e sinistro di Aprilia - persero terreno, e fu soltanto grazie alla resistenza delle riserve che il fronte in quel punto non cedette. Anche le avanguardie britanniche del 197º Reggimento furono sbaragliate in un primo momento, ma nonostante gli aspri scontri a fine giornata i tedeschi avevano conquistato solo esigue porzioni di terreno al costo di pesanti perdite; il reggimento Lehr, da cui Hitler si aspettava lo sfondamento decisivo, fu decimato. Kesselring esortò von Mackensen a utilizzare le riserve e a mandare avanti la 26. Panzer-Division appoggiata dalla 29. Panzergrenadier-Division, ma il comandante della 14ª Armata attese il mattino seguente e, dopo un'incursione della Luftwaffe, mandò all'attacco sessanta panzer e tre divisioni di fanteria contro il 157º e il 179º Reggimento americano.

Paracadutisti tedeschi in un momento di tregua durante l'operazione Fischfang; la trincea si trovava nel settore di Anzio.

A mezzogiorno del 16 febbraio, complici altri bombardamenti della Luftwaffe, almeno quattordici battaglioni tedeschi erano penetrati in un cuneo di quasi 3 chilometri al centro della 45ª Divisione, mettendo in grave difficoltà i difensori che in alcuni punti ripiegarono in modo precipitoso e caotico. Per scongiurare l'immediato pericolo, gli Alleati riversarono sulle posizioni nemiche il fuoco di 400 cannoni, dei mortai, di venticinque carri armati e di quattro batterie antiaeree da 90 mm, per l'occasione utilizzate ad alzo zero. Dal mare intervennero inoltre i cacciatorpediniere e due incrociatori, che si portarono molto vicini alla costa, e infine piombarono dal cielo 800 aerei che nel corso della giornata sganciarono sulle truppe e sulle postazioni d'artiglieria tedesche circa 1 000 tonnellate di bombe. Lo slancio nemico fu dunque frenato e il generale Lucas tentò di ricucire il suo fronte pericolante nelle ore di pausa seguenti. Nelle prime ore del 17 febbraio la 45ª Divisione intraprese un debole contrattacco, facilmente respinto dai tedeschi che, poco prima dell'alba, si lanciarono nuovamente all'offensiva, coadiuvati dai battaglioni freschi di Panzergrenadier veterani della campagna di Sicilia, della battaglia di Salerno e dei duri combattimenti sulla linea Gustav. I panzer avanzarono superando la debole resistenza nemica; a mezzogiorno il 179º Reggimento di fanteria americano fu distrutto e i superstiti si ritirarono in grande disordine sull'ultima linea di difesa prima del bosco Padiglione, un cavalcavia che tagliava perpendicolarmente la via Albano-Anzio. Alle 14:00 il colonnello Darby, comandante dei ranger, rimpiazzò su ordine di Lucas l'ufficiale alla testa del menomato 179º Reggimento per riorganizzarlo; nei minuti seguenti, l'artiglieria anglo-americana eseguì numerosi tiri sul fronte di battaglia allentando la pressione tedesca.

Il supporto dell'artiglieria divisionale degli Alleati fu fondamentale per respingere gli attacchi tedeschi di febbraio. Qui un pezzo statunitense da 155 mm in azione nell'area di Nettuno.

La battaglia, comunque, si evolse presto in maniera confusa; le opposte artiglierie bersagliavano la zona di scontro e una granata esplose molto vicino al camper del generale Penney, che rimase ferito da alcune schegge: lo rimpiazzò il generale Templer, che mantenne il comando della 56ª Divisione. Nel frattempo, proprio durante la crisi, il generale Clark aveva deliberato la nomina del generale Truscott a vicecomandante del VI Corpo e la sua sostituzione, a capo della 3ª Divisione, con il brigadier generale John O'Daniel. Il 18 febbraio le condizioni atmosferiche peggiorarono e le squadriglie alleate rimasero quasi tutte a terra, ma poco prima di mezzogiorno un isolato ricognitore cominciò a trasmettere informazioni sui movimenti tedeschi; una colonna di 2 500 uomini, in marcia da Carroceto verso sud, fu bersagliata e distrutta dal tiro concentrato di 224 cannoni, che continuarono nelle ore seguenti a martellare sistematicamente le posizioni e i concentramenti tedeschi che il velivolo via via segnalava. Nel pomeriggio il generale von Mackensen, visti i magri risultati, spostò una parte delle sue truppe e sferrò un attacco da est, ma fu respinto dal 180º Reggimento fanteria americano. I battaglioni tedeschi subirono forti perdite e alle 21:30 interruppero il contatto. L'iniziativa passò dunque in mano agli Alleati e il 19 si misero in marcia due reggimenti statunitensi di fanteria corazzata con oltre venti M4 Sherman, i quali avanzarono per circa 1,5 chilometri e catturarono 200 soldati tedeschi, allentando la pressione sulla 45ª Divisione stremata da quattro giorni di combattimenti. Le divisioni tedesche lottarono ancora per altri due giorni e riuscirono a mantenere le posizioni raggiunte, ma non furono più in grado di riprendere l'offensiva; il feldmaresciallo Kesselring suggerì a Berlino di sospendere le operazioni ottenendo l'assenso di Hitler. L'operazione Fischfang era fallita e costò alla 14ª Armata oltre 4 500 vittime e la distruzione di un gran numero di mezzi. Alcune unità, già a ranghi incompleti, furono particolarmente provate dai combattimenti e, ad esempio, al 23 febbraio la 65. Infanterie-Division contava appena 673 uomini. Anche il VI Corpo subì molte perdite, superiori ai 5 000 uomini. Il costo delle battaglie attorno Anzio a un mese dallo sbarco costò complessivamente, ai tedeschi e agli anglo-americani, 40 000 tra morti, feriti, dispersi e prigionieri, il che impose uno stallo operativo a entrambe le parti.

### La fase di stallo e rafforzamento

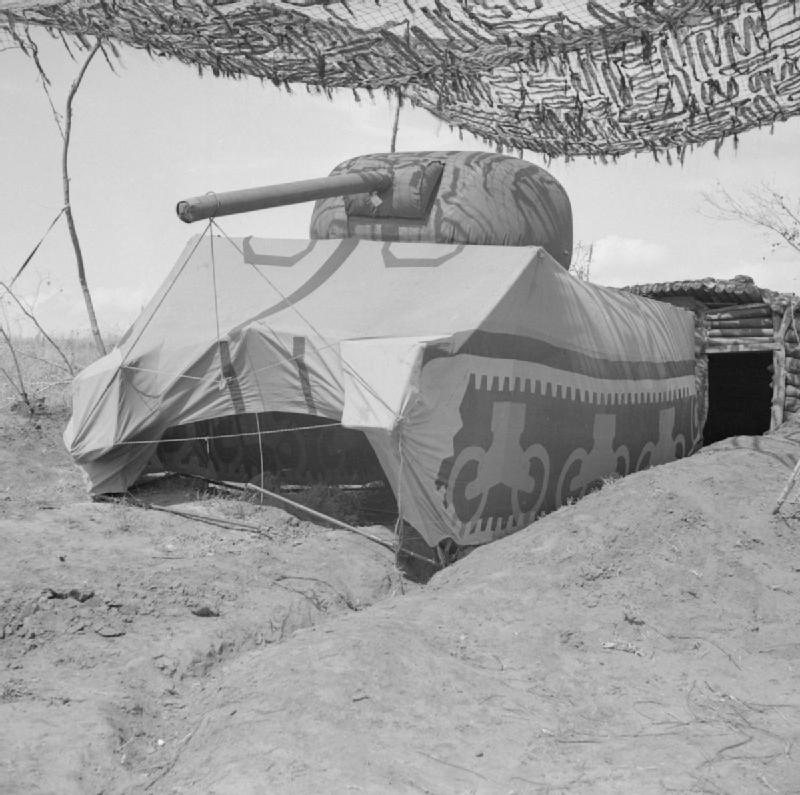
Gli Alleati utilizzarono finte postazioni per ingannare il tiro tedesco durante le fasi di stallo operativo.

Il feldmaresciallo Kesselring e il generale von Mackensen erano ormai consapevoli che la grande vittoria decisiva richiesta da Hitler era impossibile a causa della superiorità degli Alleati e dell'esaurimento delle truppe; durante un giro d'ispezione sul fronte il feldmaresciallo si rese conto della stanchezza dei soldati e della loro incapacità di sferrare nuove offensive. All'inizio di marzo il generale Siegfried Westphal, capo di stato maggiore, fu inviato al quartier generale di Hitler per illustrare la situazione al Führer: l'ufficiale parlò con franchezza del grande logoramento dei reparti e Hitler, dopo l'irritazione iniziale, convenne con lui e manifestò la sua preoccupazione per la stanchezza della Germania e della Wehrmacht e per il mancato successo in Italia, che egli aveva ritenuto l'unico fronte di guerra dove i tedeschi avessero la possibilità di ottenere una vittoria.
Nonostante lo stallo dei piani operativi i tedeschi non fermarono la loro opera di vendetta e terrore ai danni della popolazione italiana della zona: il 18 febbraio, dopo che due tedeschi furono colpiti dal fuoco di un abitante di Cisterna, che uccise uno di loro dopo che questi stavano cercando di stuprare la moglie, alcuni soldati delle SS usarono l'episodio come pretesto per massacrare 16 abitanti della cittadina, mentre il 25 febbraio sei abitanti di Ara Sodano furono prelevati e giustiziati senza motivo a Vallicella.

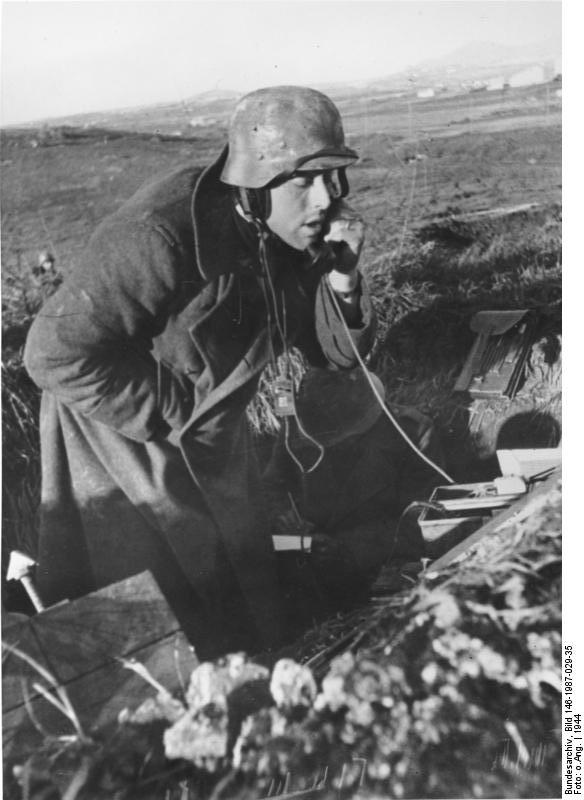
Un operatore radio tedesco fornisce le coordinate per l'artiglieria.

Il 22 febbraio, nel frattempo, il generale Clark si recò ad Anzio con i suoi collaboratori, incontrò il generale Lucas e gli comunicò che il giorno seguente sarebbe stato esonerato dal comando del VI Corpo per occupare il posto di vicecomandante della 5ª Armata: la testa di ponte di Anzio passò sotto la responsabilità del generale Truscott. La destituzione di Lucas era risultato delle pressioni del maresciallo Alexander e del primo ministro Churchill, rimasti sfavorevolmente colpiti dalle sue azioni durante e dopo lo sbarco. Lucas rimase per poco in servizio in Italia: a marzo fu rimpatriato e posto al comando di un'unità di addestramento. Truscott, non appena assunto il comando, fu impegnato a respingere continui ma fiacchi attacchi tedeschi, susseguitisi fino al 2 marzo; quel giorno, di mattina presto, la 3ª Divisione americana eseguì un contrattacco che però fu arrestato nei pressi di Ponte Rotto, una località poco a sud-est di Cisterna, e che portò alla riconquista di qualche posizione. Essendo migliorate le condizioni climatiche, furono fatti alzare in volo 241 bombardieri Consolidated B-24 Liberator, 100 quadrimotori Boeing B-17 Flying Fortress, 113 caccia Lockheed P-38 Lightning e 63 cacciabombardieri Republic P-47 Thunderbolt che colpirono con estrema durezza Cisterna, Velletri, Carroceto e tutte le posizioni tedesche nella regione. Gli aerei bombardarono le postazioni nemiche fino alla tarda mattinata, lasciando le forze tedesche indebolite e incapaci di attaccare; ebbe inizio così il periodo di stasi operativa che sarebbe continuato nelle settimane successive.
La battaglia di febbraio aveva conferito ad Anzio una reputazione di pericolo che non la abbandonò nemmeno quando i grandi combattimenti cessarono. La testa di sbarco era di natura peculiare, giacché non disponeva di una retrovia sicura per il riposo e il ricambio delle truppe in prima linea; gli stessi ospedali, i depositi, i ricoveri erano costantemente sotto la minaccia del tiro tedesco e di quello, più saltuario ma pur sempre preoccupante, delle incursioni della Luftwaffe. La testa di ponte era sorprendentemente piccola per combattere una guerra moderna e diveniva più angusta man mano che scorrevano le settimane: si estendeva per non più di 11 chilometri nell'entroterra, lungo la strada per Albano, e per circa 15 chilometri in larghezza. In realtà, la distanza media del perimetro dalla costa non era superiore ai 6/7 chilometri, una misura trascurabile tenuto conto dalla gittata delle artiglierie.

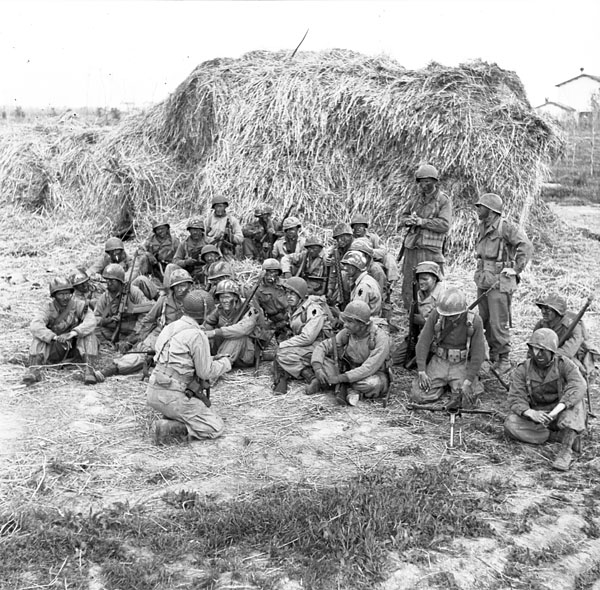
Una pattuglia della 1st Special Service Force si prepara a una perlustrazione nel settore di Nettuno, aprile 1944.

Se il fronte rimase statico fino alla fine di aprile, all'interno si svolgeva un'intensa attività, soprattutto di notte. Il generale Truscott, dopo le operazioni di marzo, fece evacuare tutti i 22 000 civili e fin da subito iniziò un'intensa sistemazione della prima linea, accompagnata da una riorganizzazione amministrativa delle truppe, raggruppando sotto i rispettivi comandanti divisionali quelle unità anglo-americane che si erano inestricabilmente mescolate durante la battaglia. Procedette inoltre a far affluire forze fresche: a marzo la 5th Infantry Division britannica del generale Philip Gregson-Ellis rilevò lungo il Moletta l'esausta 56ª Divisione. La 1ª Divisione britannica, del pari molto provata, rimase a difesa degli «uadi» e del terreno pianeggiante attorno al "cavalcavia"; poté giovarsi di vari cambi e non perse mai il contatto con le truppe tedesche poco distanti. La 45ª Divisione fanteria statunitense del generale Eagles completava il fronte attorno al "cavalcavia" e fu stanziata di fronte al bosco Padiglione. Il tratto orientale della testa di ponte, formante a est della macchia una grande curva che aggirava il canale Mussolini, fu affidato a vari reparti, compresa la 1st Special Service Force. Infine il reggimento paracadutisti e i battaglioni ranger lasciarono Anzio, sostituiti dalla 34th Infantry Division americana, e sia la 3ª Divisione fanteria sia la 1ª Divisione corazzata statunitense lasciarono la linea per costituire la riserva.
Dopo tre mesi di duri combattimenti e altrettanti tentativi di sfondare la Gustav, gli Alleati avevano pagato un alto prezzo in vite umane e le battaglie inconcludenti sul fronte italiano avevano trattenuto più del dovuto un certo numero di LST nel Mediterraneo, causando ritardi nell'esecuzione dell'operazione Overlord e il rinvio dell'operazione Anvil. Inoltre erano state sprecate tutte le preziose riserve di fanteria destinate all'Europa per la creazione di tre magre teste di ponte: una ad Anzio, una oltre il fiume Garigliano e una oltre il fiume Rapido. I comandanti supremi anglo-statunitensi, compreso il generale George Marshall (capo di stato maggiore dell'esercito statunitense), convennero che bisognava conquistare Roma per riequilibrare in un certo modo il grande tributo di sangue pagato e, quindi, porre in secondo piano la campagna d'Italia. L'inverno consentì agli Alleati di rinforzarsi con nuove unità, di colmare con forze fresche le divisioni più colpite dai lunghi mesi di campagna e di far arrivare sia sul fronte di Cassino sia su quello di Anzio migliaia di tonnellate di rifornimenti e armi.

### Il progetto offensivo: operazione Buffalo

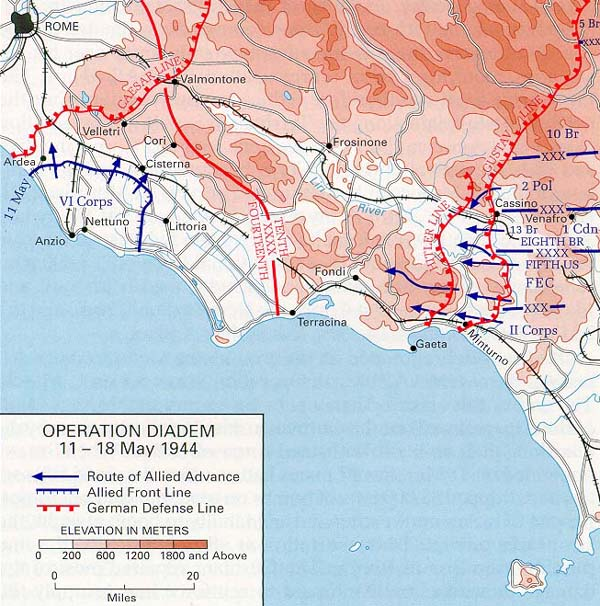
Mappa dell'operazione Diadem

Il maggior generale John Harding, capo di stato maggiore di Alexander, denominò un piano generale che prospettava un'offensiva combinata da Cassino e Anzio nel mese di maggio con il nome in codice di operazione Diadem: lo scopo principale non era la conquista di Roma, bensì la distruzione della 10ª Armata tedesca. Harding prevedeva il trasferimento, svolto nella massima segretezza, dell'8ª Armata britannica dal fronte dell'Adriatico a quello di Cassino, concentrando due armate a pieni ranghi su un breve tratto di 32 chilometri. Il maresciallo Alexander avrebbe potuto disporre, così, di 21 divisioni, escluse quelle del VI Corpo d'armata trincerato ad Anzio. L'8ª Armata, passata al generale Oliver Leese, avrebbe dovuto sferrare l'attacco principale nella valle del Liri, mentre la 5ª Armata del generale Clark (comprendente il Corps expéditionnaire français en Italie del generale Alphonse Juin) ebbe il compito di effettuare un attacco sussidiario attraverso i monti Aurunci, a ovest del fiume. Il VI Corpo, rinforzato da altre truppe di riserva, avrebbe quindi sferrato la sua offensiva appena avesse ricevuto l'ordine diretto da Alexander (secondo i calcoli dello stato maggiore all'incirca quattro giorni dopo l'attacco sulla linea Gustav): era incaricato di avanzare e assicurarsi i Colli Albani, bloccando le vie di fuga alla 10ª Armata.
Il generale Clark, tuttavia, non interpretò allo stesso modo la battaglia e i suoi obiettivi: quasi ossessionato dalla conquista di Roma, era convinto che l'avanzata decisiva spettasse alle sue truppe, ed era roso dalla preoccupante certezza che sia Alexander sia Leese fossero d'accordo per privare la 5ª Armata della gloria di occupare la capitale italiana a favore invece dell'8ª Armata. Durante la fase di pianificazione, Clark ritenne di aver trovato conferma alle sue paranoie quando fu informato che il generale Alexander aveva richiesto al generale Truscott l'elaborazione di quattro diversi progetti offensivi per il VI Corpo e che, il 5 maggio, aveva dato la sua autorizzazione a uno di questi studi, denominato in codice operazione Buffalo. Clark contattò immediatamente Alexander e con toni duri spiegò la sua irritazione per quella che considerava un'interferenza nella catena di comando statunitense: il generale britannico, probabilmente per non creare ulteriori tensioni, assicurò a Clark che il VI Corpo d'armata avrebbe goduto di completa autonomia di manovra, quindi gli propose di cambiare i piani di "Buffalo" quando lo avesse ritenuto più opportuno.

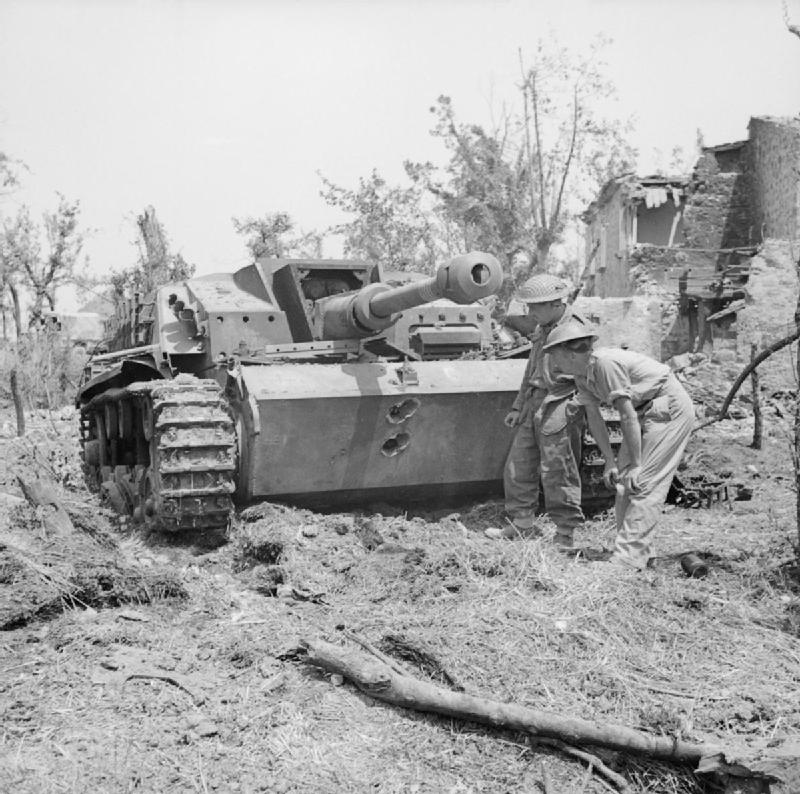
Soldati britannici esaminano uno Sturmgeschütz III messo fuori uso durante l'assalto alla Gustav, il 18 maggio; sul muso si notano chiaramente i fori d'entrata di due granate perforanti.

L'operazione Buffalo contemplava la conquista di Cisterna e lo sfondamento della linea tedesca, imperniata su questo settore e sul terrapieno della ferrovia che correva più nord-ovest; doveva seguire un'avanzata fra i Colli Albani e i Colli Lepini. Nella fase iniziale la 1ª Divisione corazzata statunitense avrebbe aggirato Cisterna da ovest, la 3ª Divisione fanteria statunitense avrebbe assalito la città e la 1st Special Service Force sarebbe avanzata sul lato orientale, per tagliare la statale n.6. Infine la 45ª Divisione fanteria sarebbe avanzata fino a Carano e i britannici avrebbero messo in atto una serie di piccole sortite per trattenere i tedeschi sul perimetro occidentale della testa di sbarco. Il piano non era esente da notevoli difficoltà: i tedeschi avevano ad Anzio cinque divisioni e mezzo e inoltre il generale von Mackensen disponeva della 26. Panzer-Division e della 29. Panzergrenadier-Division, che il feldmaresciallo Kesselring aveva ritirato in riserva e trasferito a sud di Roma; queste unità potevano essere agevolmente impiegate contro il VI Corpo, ma gli Alleati potevano contare su una soverchiante superiorità aerea e sul vasto parco d'artiglieria sulla spiaggia.

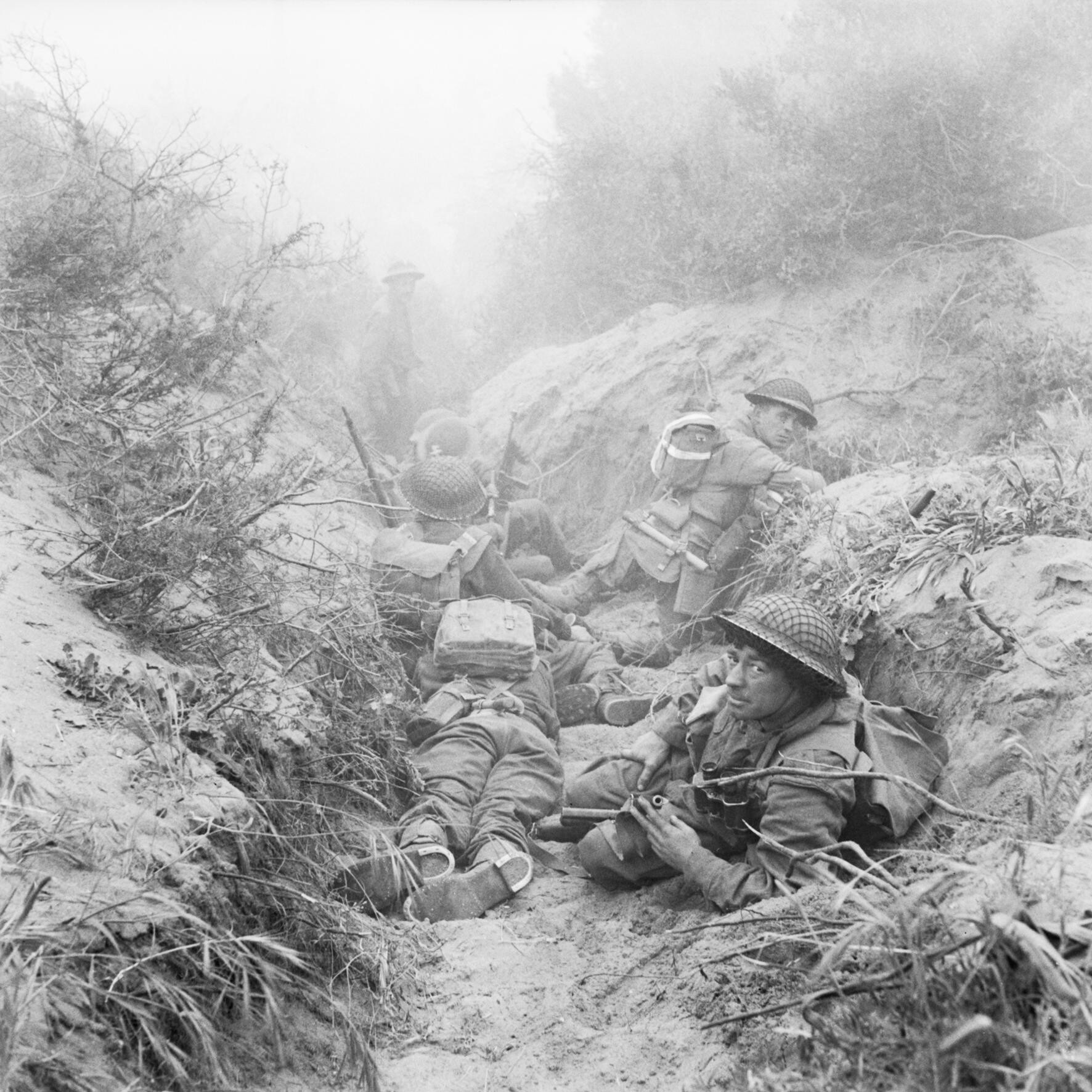
Uomini del 7th Cheshire Regiment della 5ª Divisione catturano una trincea tedesca il 22 maggio.

Ai primi di maggio iniziarono i febbrili preparativi per l'operazione congiunta e, nella testa di sbarco, furono immagazzinate più di 1 000 000 tonnellate di rifornimenti, indispensabili per sostenere l'avanzata della 5ª Armata; su richiesta del generale Truscott vi fu distaccata anche la 36th Infantry Division del maggior generale Fred Walker, e la divisione corazzata del generale Harmon fu riportata a organico completo con 232 nuovi Sherman. I reparti del genio consolidarono le vie di avanzata, coprirono il terreno acquitrinoso sulle paludi Pontine, in vista del congiungimento con la 5ª Armata lungo la costa, e costruirono un campo per prigionieri vicino a Conca. Alle 23:00 dell'11 maggio prese avvio l'operazione Diadem, che colse di sorpresa i tedeschi: i loro servizi d'informazione, infatti, erano stati abilmente sviati e indotti a credere che i preparativi alleati fossero volti a intraprendere un nuovo sbarco nei pressi di Civitavecchia, programmato per il 24 maggio. Dopo una settimana di furiosi combattimenti attorno Cassino, i tedeschi furono posti in una condizione difficile dalle truppe marocchine del generale Juin e furono costretti a ripiegare verso la poco distante linea Hitler (ben presto rinominata linea Senger, per evitare ripercussioni propagandistiche in caso di una sua caduta), approntata nei mesi precedenti nella valle del Liri: anche questa catena fortificata fu poi penetrata, vicino ad Aquino. Il maresciallo Alexander, dunque, ordinò al VI Corpo di prepararsi ad avanzare per il 21 maggio, ma si scontrò nuovamente con l'opposizione del generale Clark, il quale gli disse: «Credo che sarà necessario ritardare di almeno ventiquattro ore e possibilmente di quarantotto ore l'attacco da Anzio perché dobbiamo avere un forte appoggio aereo e le previsioni meteorologiche non sono buone in questo momento. Sto dando ordini al II Corpo di sfondare la linea Hitler a nord di Fondi; quando vi sarò riuscito, mi spingerò innanzi a tutta forza per unirmi con la testa di sbarco». Il 22 Clark si trasferì permanentemente presso il comando di Anzio e, il giorno seguente, in concomitanza con lo sfondamento dell'88ª Divisione fanteria statunitense nel settore di Fondi in direzione Terracina ordinò l'attacco in obbedienza al piano "Buffalo": poco prima delle 06:00 l'artiglieria della testa di sbarco aprì un pesante fuoco di copertura e la fanteria si accinse all'assalto, mentre i bombardieri martellavano le postazioni tedesche.

### L'avanzata finale e la ritirata tedesca

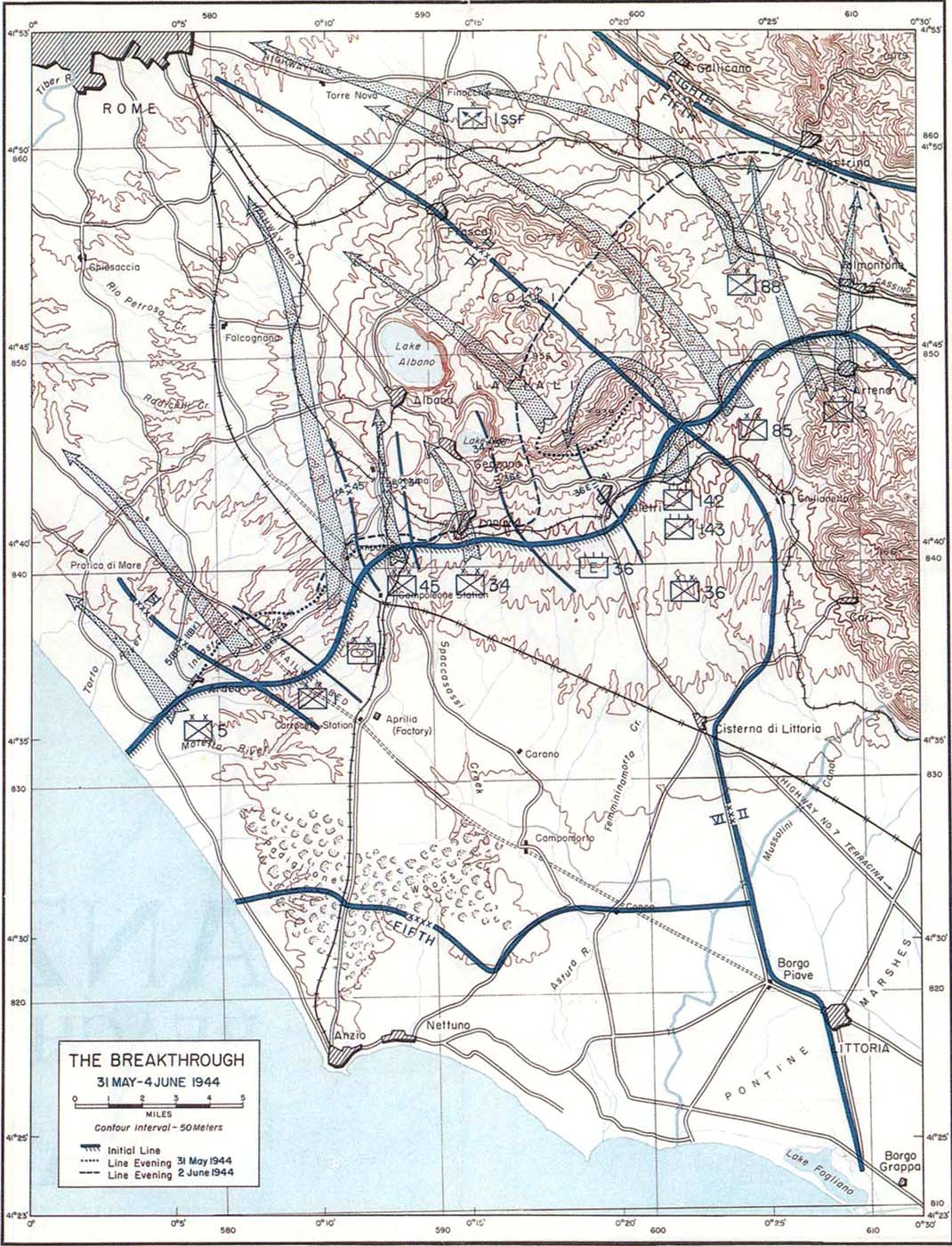
Le direttrici d'avanzata del VI Corpo durante la sortita di maggio e giugno.

Non appena le divisioni si portarono avanti fu chiaro che era stata ottenuta una sorpresa tattico-strategica, ma la difesa tedesca fu ciononostante accanita e si avvalse di postazioni ben preparate. La 1ª Divisione corazzata, che puntava a ovest di Cisterna, a fine giornata si era spinta per meno di 500 metri oltre il terrapieno della ferrovia; solo l'utilizzo di alcuni carri Mk IV Churchill (detti Snake e modificati in modo tale da aprire varchi lungo i campi minati) permise a qualche gruppo di combattimento di oltrepassare il terrapieno e marciare verso le pendici dei Lepini. Nel frattempo la 1st Special Service Force del colonnello Frederick aveva aggirato Cisterna da est e bloccato la statale n.7 e, al contempo, la 3ª Divisione stava combattendo alla periferia della città. A fine giornata il generale Truscott esaminò la situazione e poté dirsi soddisfatto: erano stati completati gli obiettivi previsti e i reparti erano in buona posizione per rinnovare l'attacco il giorno successivo, mentre erano stati riportati casi isolati di cedimento tra le formazioni tedesche: furono anzi catturati 1 500 prigionieri, concentrati nei campi di raccolta predisposti ad Anzio e Nettuno.
Il mattino seguente la 45ª Divisione statunitense respinse una serie di contrattacchi e il 7º Reggimento fanteria della 3ª Divisione riuscì a penetrare nell'abitato di Cisterna, eliminando gli ultimi difensori; gli altri due reggimenti, appoggiati dall'artiglieria divisionale, procedettero oltre la cittadina lungo la strada che conduceva al paese di Cori. Anche la 1ª Divisione corazzata, dopo le iniziali difficoltà, aveva stroncato le opposizioni nemiche e stava avanzando verso Velletri: Truscott poté annunciare al generale Clark che, finalmente, la principale linea di resistenza tedesca era stata spezzata. Le difese tedesche iniziarono a sgretolarsi su entrambi i fronti e Clark parlò con Truscott della possibilità di far entrare in scena la 45ª, la 34ª e la 36ª Divisione per una rapida puntata su Velletri (al margine dei Colli Albani), concomitante con una spinta del resto delle sue truppe, attraverso il valico omonimo, sulla linea Cori-Valmontone. Il comandante della 5ª Armata era convinto di poter adempiere a entrambi gli obiettivi ed era fiducioso che il tenente generale Geoffrey Keyes, comandante del II Corpo d'armata, avrebbe presto raggiunto la testa di ponte con l'88ª Divisione, in testa all'avanzata. Il contatto avvenne prima del previsto, nella tarda mattinata del 25 maggio, e Clark dovette decidere come agire nel proseguimento delle operazioni tenendo conto di tre fattori: prendere Roma prima dell'inizio di Overlord, evitare di combattere dentro la capitale, cercare di distruggere l'esercito tedesco.
Non appena avvenne il congiungimento il generale Frido von Senger und Etterlin, comandante del XIV. Panzerkorps schierato sulla linea Gustav, propose allo stato maggiore della 10ª Armata di impegnare senza indugio le sue divisioni mobili nell'area del profondo fianco destro, presso Valmontone. Qui, infatti, si profilava il pericolo più grave per tutte le forze tedesche che si trovavano a sud della linea Valmontone-Sora: se gli anglo-americani fossero riusciti a impossessarsi di Valmontone, il loro ripiegamento sarebbe stato problematico. La minaccia era ancora più grave, spiegò il generale, data l'impraticabilità delle strade di montagna a est della statale n.6 Casilina a causa della totale supremazia aerea alleata. Inoltre la rotabile che da Tivoli porta per Subiaco ad Alatri era facilmente bloccabile dai reparti motorizzati nemici. Ma la soluzione operativa di von Senger fu in parte irrealizzabile perché la situazione della 14ª Armata era peggiore del previsto: il 26 maggio, giorno in cui egli prevedeva di lanciare le sue forze nella posizione di Valmontone, la battaglia per la testa di ponte era ormai persa. Il VI Corpo e il resto della 5ª Armata statunitense registrarono infatti, nel settore di Anzio, una notevole serie di successi che portarono lo sfondamento della testa di ponte.

Prigionieri tedeschi vengono convogliati ai campi di detenzione, nelle retrovie della testa di sbarco.

In effetti il generale Truscott aveva ricevuto ottime notizie e aveva condotto una buona battaglia; la strada che portava al valico di Velletri si stava aprendo rapidamente. Le forze corazzate del generale Harmon erano state bloccate alle porte della città ma nuclei di fanteria meccanizzata stavano avanzando in direzione del villaggio di Giulianello, sito nel punto più basso del valico. Nel frattempo il colonnello Frederick aveva comandato la 1st Special Service Force sui fianchi dei Colli Lepini, oltre Cori, e la 3ª Divisione statunitense si era portata a ridosso del passo di Velletri: questa cittadina fu fatta immediatamente presidiare alla Panzer-Division "Hermann Göring" dal generale von Mackensen, che in questo modo tentava un'estrema difesa della vitale statale n.6, passante per Valmontone e via di ritirata obbligata per la 10ª e 14ª Armata. Posizioni difensive e blocchi stradali furono rapidamente organizzati anche nel piccolo borgo di Artena, ultimo baluardo prima della strada. Truscott era comunque convinto, con l'impiego in massa delle sue forze, di riuscire a occupare Velletri e Artena in tempo e tagliare così la statale n.6; il 26 maggio, tuttavia, il responsabile alle operazioni della 5ª Armata (brigadier generale Donald Brann) gli ingiunse di lasciare la 3ª Divisione e la 1st SSF a bloccare la statale n.6 e organizzarsi al più presto per un assalto in forze verso nord-ovest, sulle pendici occidentali dei Colli Albani, dove i tedeschi disponevano di saldi sistemi difensivi riuniti sotto il nome di linea Caesar. Il generale rimase profondamente scosso dalle direttive ricevute: «Non è il momento giusto», protestò «Non ci risulta nessun ritiro di truppe dalla parte occidentale della testa di ponte e nessuno spostamento verso Valmontone. [...] Il mio accordo con Clark era basato su questi punti. Non è il momento giusto per spostare l'attacco. Dovremmo invece riversare il massimo sforzo su Valmontone per assicurarsi la distruzione totale dell'armata tedesca in ritirata» e comunicò a Brann che non avrebbe obbedito all'ordine finché non avesse parlato con Clark in persona; questi non poté essere raggiunto per telefono e Truscott fu costretto a rispettare gli ordini. Fece dunque eseguire una conversione verso nord-ovest al VI Corpo e si mise a pianificare l'assalto ai ripidi vigneti, ai boschetti e alle cittadine fortificate dei Colli Albani. Il 27 maggio la "Hermann Göring", dopo una marcia forzata, occupò Velletri e tenne saldamente aperta la via di fuga della 10ª Armata.

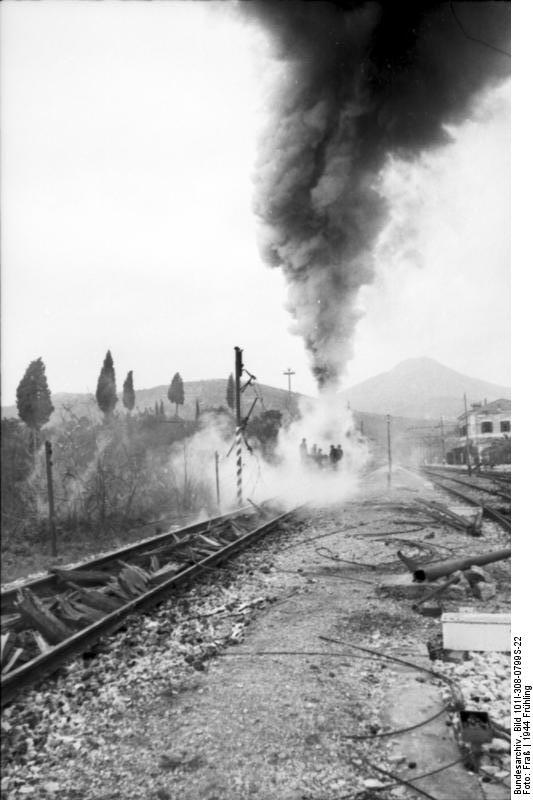
I tedeschi in ritirata attesero a una metodica opera di distruzione delle vie di comunicazione: le ferrovie erano un obiettivo privilegiato. Nella stazione di Itri un carro erpice taglia le traverse.

I precisi ordini del maresciallo Alexander non furono quindi eseguiti ed egli ne ricevette notizia solo ventiquattr'ore dopo che erano stati disattesi e quindici minuti dopo l'inizio dell'assalto ai Colli. Informato del fatto compiuto dal capo di stato maggiore di Clark, maggior generale Alfred Gruenther, Alexander accettò la decisione augurandosi che: «[...] il comandante d'armata continuerà ad avanzare verso Valmontone [...] so che si rende conto dell'importanza della conquista delle alture». La 5ª Armata aveva ottenuto successi sorprendenti al sud e perciò Alexander, secondo lo storico Fehrenbach, non aveva una reale ragione per opporsi alla decisione di Clark di agire nella sua zona, per cui acconsentì senza opporsi. Ma la 3ª Divisione fanteria, stanca e indebolita dalle pesanti perdite subite a Cisterna, non riuscì a interrompere la statale n.6 e si pose in atteggiamento difensivo di fronte alla determinata "Hermann Göring", mentre i resti della 10ª Armata ripiegavano attraverso Valmontone. Ai primi di giugno i reggimenti della 36ª Divisione del generale Walker si prepararono ad attaccare la forte posizione di monte Artemisio, nei Colli Albani, le cui postazioni e casematte si erano rivelate ostacoli insidiosi; una pattuglia scoprì fortuitamente un punto debole, da cui sarebbe stato possibile filtrare oltre le fortificazioni nemiche, transitare nel settore dell'Artemisio e uscire dietro a Velletri, aggirando così la linea Caesar. L'operazione, seppur rischiosa, andò a buon fine e il 2 giugno il 142º e il 143º Reggimento di fanteria colsero i tedeschi di sorpresa. La battaglia fu molto cruenta, ma nel pomeriggio la 36ª Divisione aveva ormai spezzato il fronte e la strada per Roma fu sgombrata.
Nel frattempo l'8ª Armata, la cui direttrice principale - ossia la statale n.6 - era ormai occupata dagli americani, si stava lentamente muovendo nella valle del Liri e il 31 entrò a Frosinone; vi era ormai una congestione considerevole di uomini e mezzi lungo la statale, ma gli statunitensi precedevano i britannici sulla strada verso Roma. Il 3 giugno Hitler autorizzò il feldmaresciallo Kesselring ad abbandonare la capitale, sebbene fosse già in atto un disimpegno generale: mentre le retroguardie della 4. Fallschirmjäger-Division ritardavano l'avanzata degli Alleati, le ultime unità della provata 10ª Armata superavano la capitale verso nord, mentre la 14ª Armata l'attraversava senza che la popolazione interferisse seriamente nel movimento. Iniziò quindi una sorta di gara tra il II Corpo d'armata del generale Keyes e il VI Corpo del generale Truscott per aggiudicarsi l'ingresso in città, ma fu la 1st Special Service Force del colonnello Frederick, montata a bordo dei carri armati della 1ª Divisione corazzata, ad arrivare per prima alle porte del centro di Roma nella mattinata del 4 giugno.

### Gli Alleati entrano a Roma
Il generale Clark precedette di un solo giorno l'avvio dell'operazione Overlord, anche se questa fu poi spostata al 6 giugno a causa del maltempo che imperversava sulla Manica: liberata la capitale, la campagna d'Italia passò in secondo piano nella strategia globale alleata. Tuttavia Clark, dominato dal sospetto e dall'ossessione di conquistare Roma, aveva agito in maniera poco efficace, perché se avesse mantenuto la pressione su Valmontone dopo il 26 maggio non solo avrebbe raggiunto la meta molto più in fretta, ma avrebbe anche annientato gran parte della 10ª Armata. Essa infatti, nonostante la sconfitta, aveva mantenuto la propria coesione e non era caduta preda della disorganizzazione come aveva sperato il maresciallo Alexander; condusse anzi un'abile ritirata e, ricevuti alcuni rinforzi, fu capace di rallentare considerevolmente le divisioni anglo-statunitensi dapprima sulla linea dell'Arno e poi, nei mesi invernali, tra i contrafforti degli Appennini dove si snodava la linea Gotica.

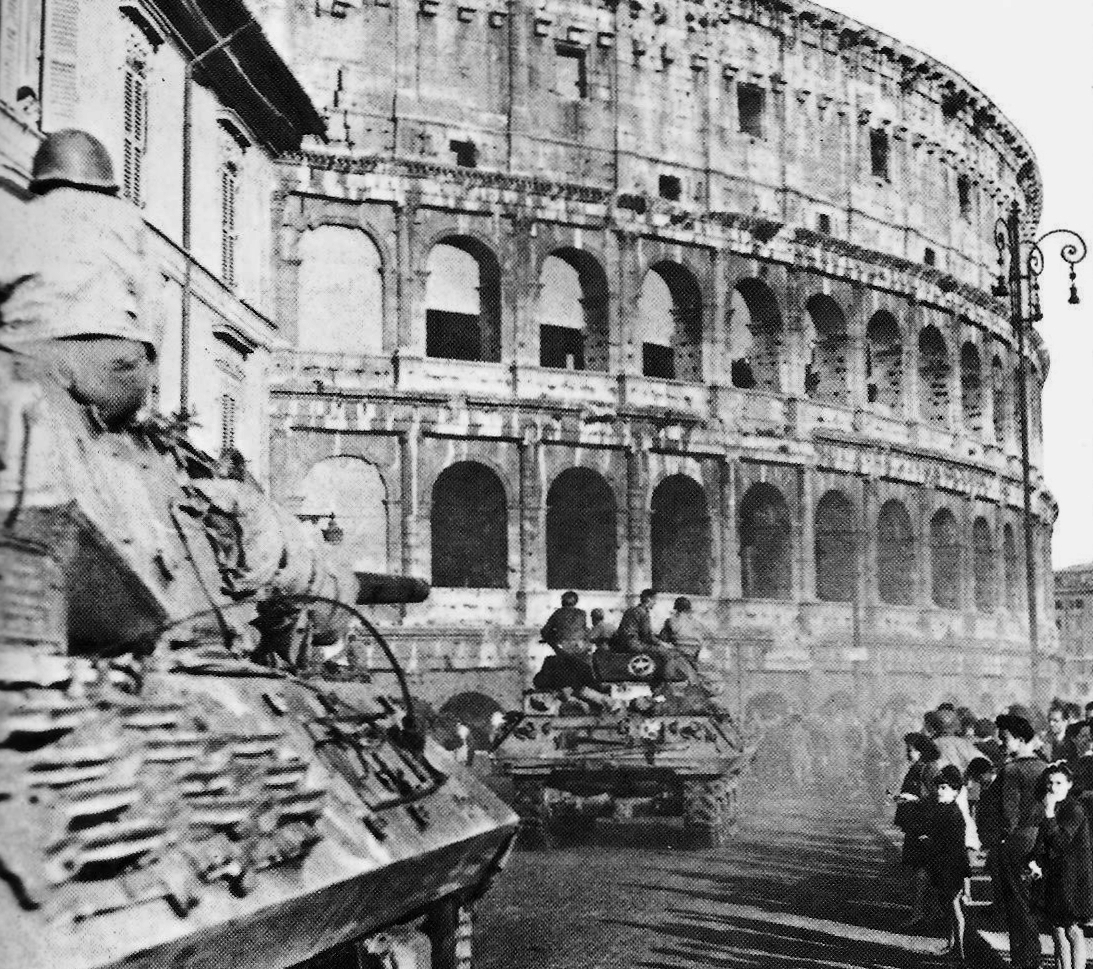
Una colonna di cacciacarri M10 Wolverine statunitensi transita tra la folla vicino al Colosseo.

Il tentativo degli Alleati di tagliare con una sortita dalla testa di ponte di Anzio la ritirata della 10ª Armata e soprattutto del XIV Corpo corazzato era fallito, ma secondo il generale von Senger questo non significò che il piano di Alexander, che prevedeva un attacco in forze contro Valmontone, avrebbe avuto successo. Questi, nel progettare l'offensiva di maggio, si era ovviamente posto la domanda se e quando sarebbe stato utile effettuare la conversione per separare la molto arretrata 10ª Armata dalla 14ª Armata e quindi interrompere le sue vie di ritirata, intraprendendo allo stesso tempo l'inseguimento della 14ª Armata. Per sventare questa minaccia il XIV Panzerkorps ebbe, il 1º giugno, l'ordine di sganciarsi e presidiare prima di tutto Tivoli per proteggere il fianco destro dell'armata e, successivamente, dirigersi verso il Tevere per presidiarne i passaggi a nord fino a Orvieto, per impedire agli Alleati di attraversare il fiume. Iniziò così una sorta di gara tra la 5ª Armata di Clark e il XIV Panzerkorps impegnato a proteggere il fianco della sua armata, lungo il settore tirrenico. In occasione dello sfondamento della 5ª Armata in direzione di Roma, il generale Clark aveva frettolosamente annunciato che «una delle due armate di Kesselring non combatteva più». Ma la dichiarazione si rivelò quanto mai inesatta, in quanto gli americani non riuscirono mai, durante l'inseguimento, a scavalcare i tedeschi; fu invece assai più corretta una pubblicazione del Dipartimento della guerra degli Stati Uniti d'America, scritta durante la guerra: «La 10ª e la 14ª Armata del maresciallo Kesselring, la cui distruzione era stata l'obiettivo della battaglia in Italia, non vennero annientate, ma si ritirarono affrettatamente dopo aver subito gravi perdite».

## Analisi e conseguenze

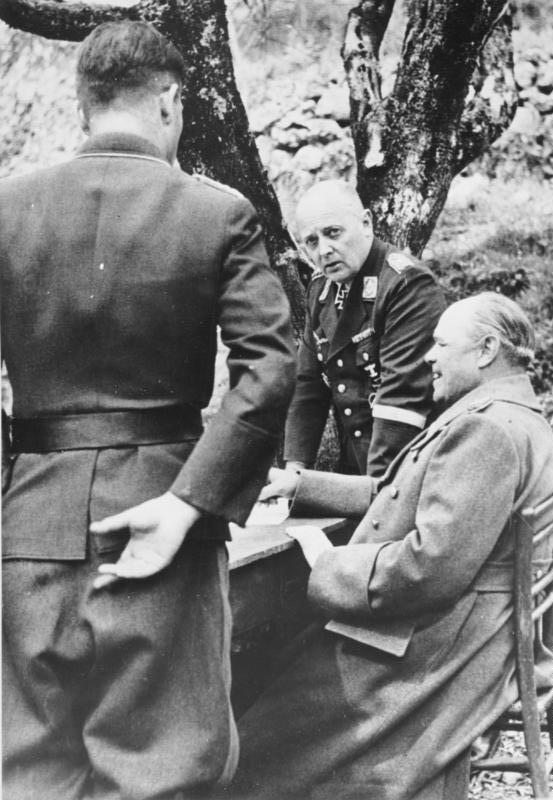
Kesselring, seduto, a colloquio con il Generalleutnant Richard Heidrich, comandante della 1. Fallschirmjäger-Division.

L'operazione Shingle, con la quale gli Alleati avrebbero «piantato un pugnale nel fianco destro di Kesselring», rappresentò l'unico tentativo di sbarcare alle spalle del fronte tedesco in Italia e fin dall'inizio non si svolse secondo le previsioni dei comandi anglo-americani e del primo ministro Churchill. L'attacco non si giovò neppure di un effetto sorpresa strategico poiché la Luftwaffe, nonostante le innegabili difficoltà in cui si dibatteva, ai primi di gennaio riuscì a scattare alcune fotografie aeree del porto di Napoli, dove furono individuati movimenti che facevano pensare a un imminente attacco anfibio. Il feldmaresciallo Kesselring, dunque, aggiornò la pianificazione prevista in caso di sbarco e richiamò rinforzi dal versante adriatico; tuttavia il primo attacco degli Alleati nel settore di Cassino iniziata il 18 con un'offensiva generale su tutta la linea del Garigliano, fece sì che Kesselring concedesse queste riserve al preoccupato generale von Vietinghoff, consentendo al VI Corpo d'armata di sbarcare incontrastato e stabilire senza problemi una testa di ponte. Il generale Kurt Jahn, intervistato nel dopoguerra dallo storico britannico Basil Liddell Hart, disse a proposito: «Al momento dello sbarco c'erano in zona soltanto due battaglioni tedeschi. Le truppe alleate avrebbero potuto facilmente raggiungere i Colli Albani». Inoltre sarebbe stato impossibile far affluire truppe sufficienti per contendere agli anglo-statunitensi i Colli, via di transito dei rinforzi e dei rifornimenti per le divisioni schierate sulla linea Gustav: tuttavia il VI Corpo rimase immobile. La scarsa aggressività alleata permise al comando tedesco di attivare ed eseguire in tempo il previsto piano di contenimento, tanto che la sera del 25 gennaio Kesselring e il suo stato maggiore si resero conto che «il pericolo acuto di uno sfondamento in direzione di Roma o Valmontone è passato». Gli Alleati passarono all'offensiva tardivamente e i tedeschi non ebbero problemi a respingerli, benché il VI Corpo disponesse ad Anzio e Nettuno di quasi cinque divisioni con tutto il loro materiale. Kesselring era riuscito a trasferire nel settore forze quasi eguali, tra cui una divisione proveniente dall'Italia settentrionale e una dalla Francia; a dirigere queste forze riunite nel comando della 14ª Armata fu designato il generale von Mackensen, che dall'inizio di febbraio contrattaccò in varie occasioni mettendo in seria difficoltà le forze alleate.

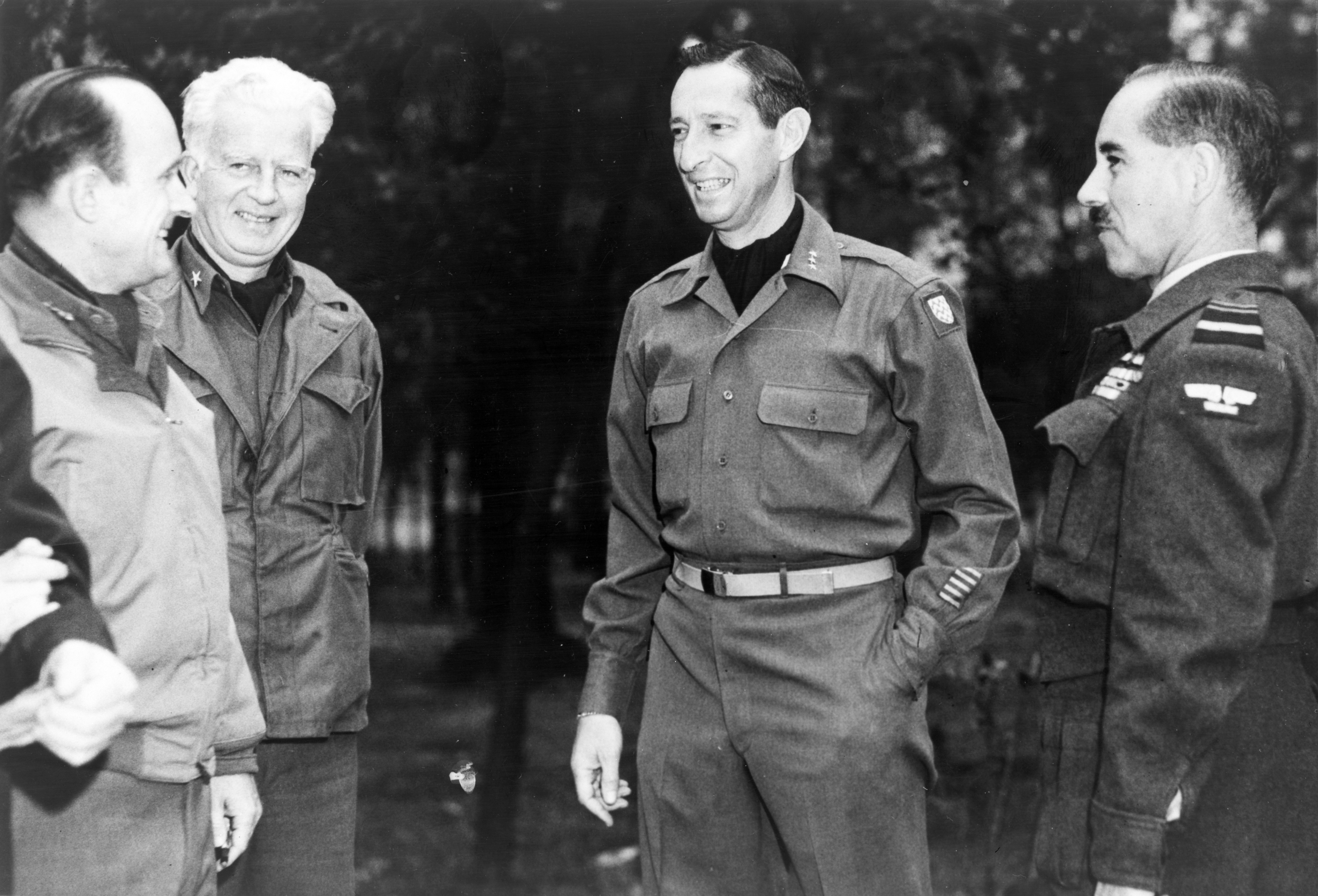
Lo stato maggiore della 5ª Armata: da sinistra Alfred Gruenther, Donald Brann, Mark Wayne Clark e il generale britannico Guy Garrod nel 1945.

La controffensiva (operazione Fischfang) del 16 febbraio fu ordinata dallo stesso Hitler, sicuro che ci fosse la possibilità di infliggere una pesante sconfitta agli Alleati e dimostrare loro, così come al popolo tedesco, che ogni sbarco avrebbe potuto essere ricacciato in mare; egli sperava anche di rassicurare la popolazione tedesca in merito alla intatta capacità della Wehrmacht di respingere un'invasione dell'Europa settentrionale. Il contrattacco fallì, ma il VI Corpo rimase in una situazione molto precaria; il generale Lucas fu ritenuto responsabile e il 23 febbraio fu destituito: fu accusato di aver sbarcato un'eccessiva quantità di uomini e mezzi in una testa di ponte troppo angusta, creando così le premesse di una perdurante confusione organizzativa, e di aver mancato di aggressività e determinazione. Il generale Truscott spese i successivi tre mesi nella riorganizzazione, morale e materiale, delle divisioni alleate, raddoppiando i suoi effettivi ad Anzio; anche più a sud, dopo che due attacchi tra febbraio e marzo si erano infranti sulla linea Gustav con pesanti perdite, l'alto comando alleato assunse un atteggiamento difensivo e iniziò la preparazione di una nuova offensiva per il mese di maggio (operazione Diadem).
Nonostante dimostrassero una straordinaria capacità di ripresa, le forze tedesche avevano sofferto enormi perdite umane e materiali durante gli scontri di Cassino e, al momento della quarta offensiva di maggio, erano in condizioni difficili, tanto che Kesselring ai primi di maggio ritirò dalla linea Gustav tre divisioni corazzate e meccanizzate e le disperse, in parte per riequipaggiarsi, sorvegliare le spiagge e rinforzare in caso di necessità la 10ª o la 14ª Armata. Il feldmaresciallo si rendeva conto che l'arrivo della bella stagione avrebbe consentito agli Alleati di sferrare una nuova offensiva a Cassino e Anzio: perciò, in ottemperanza alla tattica di difesa in profondità che aveva utilizzato efficacemente già da Salerno, distribuì le proprie forze in modo tale che queste non rimanessero imbottigliate e accerchiate, proteggendo le vie di ritirata. In Italia non giunsero nuove formazioni tedesche alla conclusione dell'offensiva invernale, chiaro segnale che la campagna, intrapresa dagli Alleati proprio per distogliere le riserve tedesche dai fronti orientale e soprattutto occidentale, aveva mancato il suo fine strategico. Gli alti comandi anglo-americani, anzi, furono costretti a impegnarvi sempre più energie, uomini e mezzi, tanto più che l'attività partigiana italiana a quel tempo era disorganizzata e non creò grossi problemi a Kesselring, che alle azioni di rappresaglia e repressione destinò le formazioni della RSI (come le Brigate nere) senza distogliere forze tedesche dal fronte. Infine il comandante tedesco seppe approfittare delle divergenze alleate per bloccare l'inizio di penetrazione verso Valmontone e trarre in salvo la quasi totalità della 10ª Armata; l'inseguimento successivo, effettuato dagli Alleati con le truppe provenienti dalla testa di ponte, non raggiunse la premessa operativa prevista: essi persero il vantaggio della favorevole situazione di partenza quando i tedeschi frustrarono le puntate offensive da Anzio. Nel corso della campagna d'Italia la massa delle truppe tedesche, in virtù della mobilità derivante dalla motorizzazione, fu ripetutamente in grado di formare linee di resistenza che, per quanto poco consistenti, rallentarono la progressione anglo-statunitense e secondo il generale von Senger questa determinazione, nonostante la situazione sfavorevole della Germania, impose una ritirata combattuta che si protrasse per anni, permettendo al difensore di «cullarsi nella fallace illusione strategica di non essere stato battuto definitivamente da una manovra di aggiramento». Retrospettivamente egli affermò, nel suo libro di memorie, che gli Alleati non si rendevano ancora conto delle possibilità offerte dalle operazioni di sbarco; in qualsiasi punto della costa italiana avrebbero potuto aggirare lo schieramento tedesco, inferiore sul mare e nell'aria. Tuttavia l'imprescindibile necessità di una copertura aerea limitò la pianificazione a quei luoghi compresi nel raggio d'azione degli apparecchi da caccia, di autonomia non particolarmente estesa. Diventa dunque lecito, in questo frangente, chiedersi se uno sbarco in Sardegna o in Corsica, anziché a Salerno, non avrebbe fatto prendere una piega completamente diversa alla campagna. Le due isole erano infatti portaerei naturali e da esse l'aeronautica alleata avrebbe potuto operare nell'area di Livorno, rendendovi possibile uno sbarco. Secondo von Senger gli Alleati sarebbero così stati in grado di abbreviare di un anno almeno la dura campagna.
Lo sbarco di Anzio fu caratterizzato dall'inerzia iniziale di Lucas, atteggiamento che attirò l'attenzione di tutti gli storici e degli stessi generali nel giudizio sull'esito della battaglia. Il generale non ricevette mai disposizioni precise né da Alexander né da Clark. L'intenzione dei comandanti era quella di tagliare le linee di comunicazione dei tedeschi e costringerli ad abbandonare la Gustav o creare una posizione fortificata dietro alle linee nemiche, con il compito di distruggerle, permettendo così lo sfondamento della Gustav? Nel primo caso le truppe alleate sarebbero dovute avanzare verso l'entroterra, nel secondo avrebbero dovuto rinforzare il settore della testa di sbarco, attendere le forze nemiche e attaccarle in modo decisivo. Lucas, dubbioso, optò per un compromesso: all'inizio attese e poi, sotto la pressione dei comandanti superiori, partì all'attacco quando ormai era chiaro che i tedeschi avevano schierato forze fresche senza sguarnire la Gustav.

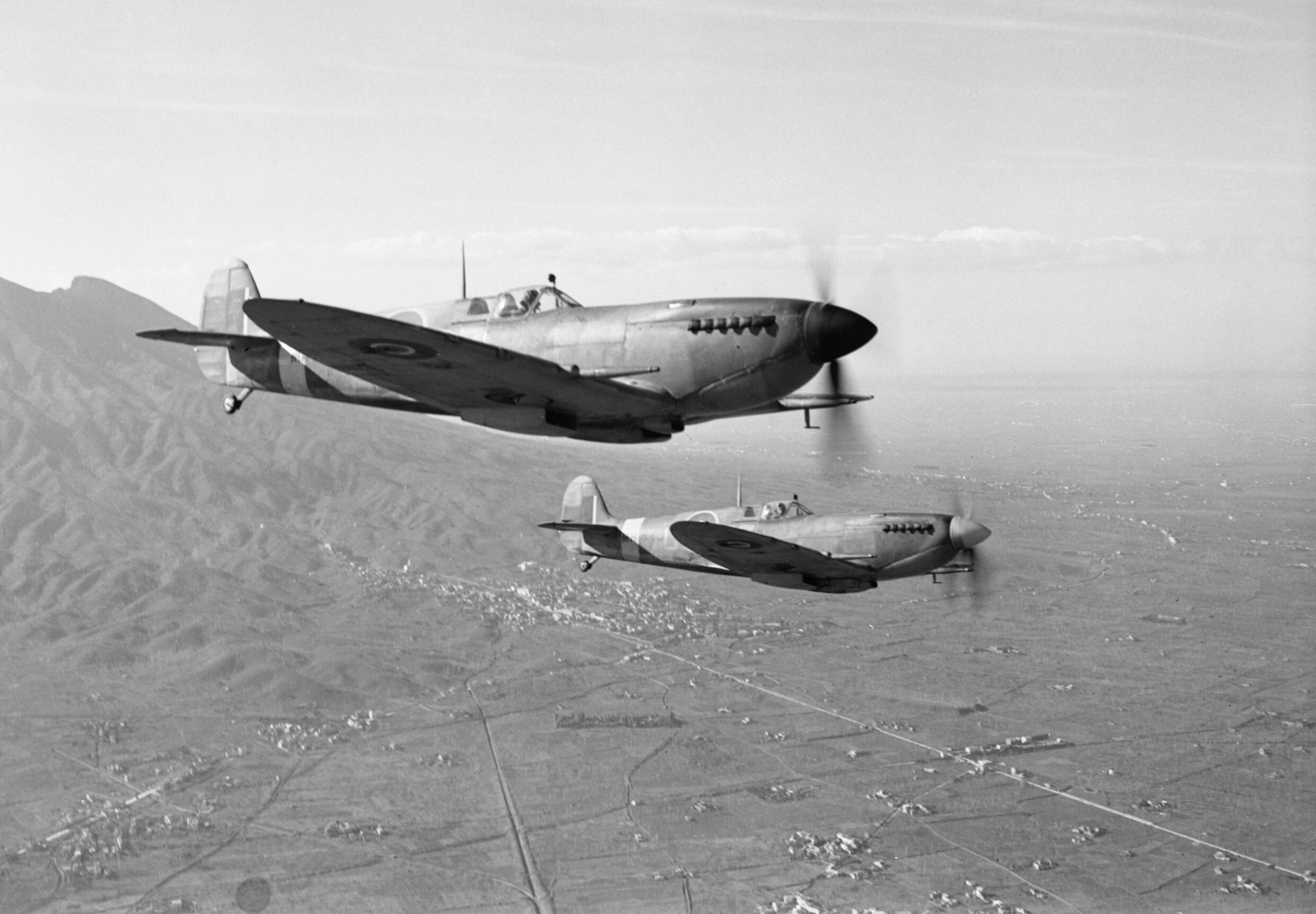
La supremazia aerea sulla zona della testa di sbarco fu uno dei fattori decisivi per la vittoria degli Alleati: in questa foto due Supermarine Spitfire nei cieli sopra Anzio.

Dal canto loro i generali Alexander e Clark non furono chiari nel diramare gli ordini. Il 12 febbraio Alexander emanò la direttiva per Shingle che ordinava di avanzare sui Colli Albani, ma non specificava di dover iniziare i combattimenti per una battaglia decisiva verso Roma o contro le forze tedesche sulla Gustav. Solo nelle sue memorie Alexander spiegò che: «ci si aspettava che Lucas [...] avanzasse con un reggimento verso i Colli Albani dopo la presa di Anzio» ammettendo così che la sola idea di una minaccia contro le linee di comunicazione tedesche, sebbene fosse in larga parte un diversivo, sarebbe stata sufficiente per imporre una ritirata dalla Gustav. Clark non discusse gli ordini e Alexander, memore dell'esperienza bruciante di Salerno, si preoccupò soprattutto di dotare le forze di sbarco di un nutrito contingente in previsione di una probabile battaglia nell'immediato retroterra delle spiagge. Il comandante in capo si preoccupò inoltre di far partecipare un buon numero di forze britanniche, in modo tale da «condividere le sofferenze», anche se dal punto di vista di Clark i britannici vollero mandare una divisione ad Anzio solo per essere presenti a un'eventuale conquista di Roma e spartirsi il trionfo.

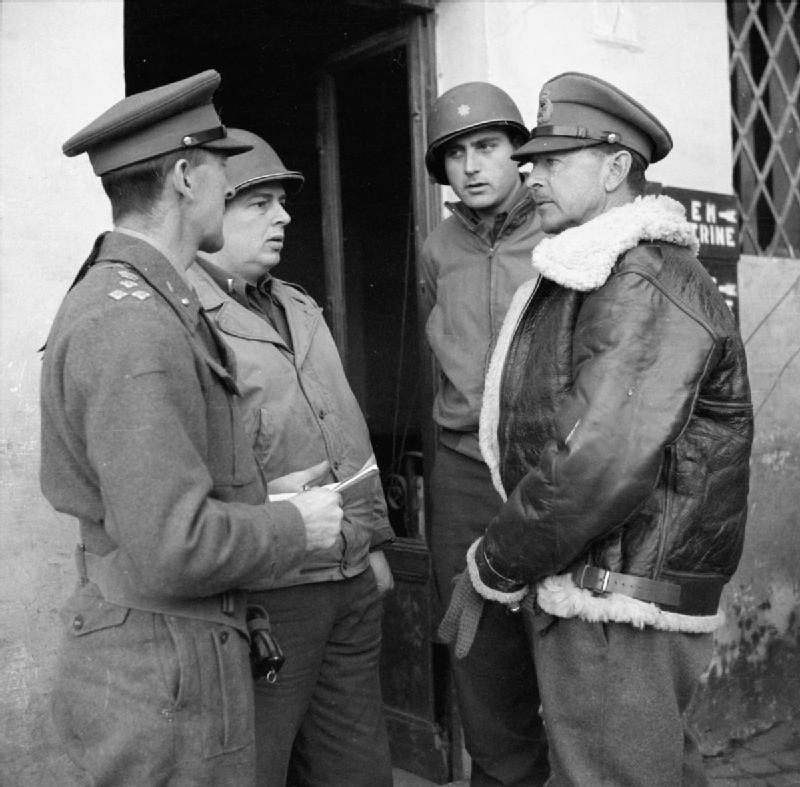
Il generale Alexander a colloquio con alcuni ufficiali britannici e statunitensi ad Anzio, 14 febbraio 1944.

A rendere ancor più vaga la posizione di Alexander fu la sua sibillina affermazione alla conclusione della visita alla testa di sbarco: egli si disse «molto soddisfatto», anche se non precisò se lo fosse per lo svolgimento dell'operazione o per la decisione di Lucas di attenersi al progetto di prepararsi a un contrattacco. Il comandante americano, d'altro canto, ebbe l'impressione che Alexander fosse molto soddisfatto di lui e annotò sul suo diario che il comandante in capo pensava che avesse fatto «un ottimo lavoro». Lo stesso Clark ebbe non poche esitazioni a spingere Lucas in un'azione audace il primo giorno di sbarco; anch'egli rimembrò le difficoltà patite a Salerno ed emanò direttive vaghe, in cui sosteneva che Lucas avrebbe dovuto agire «in modo da non costringerlo ad avanzare col rischio di sacrificare il VI Corpo». Quali che fossero le loro ragioni per non spronare Lucas all'azione, Alexander e Clark tornarono ai rispettivi quartier generali nel pomeriggio del 22, dando l'impressione di approvare i progressi sino ad allora compiuti e, soprattutto, la tattica temporeggiatrice di Lucas.
Rimase però incontrovertibile che, con appena due divisioni, il giorno stesso dello sbarco il generale Lucas non aveva forze sufficienti a portare a termine il compito che gli era stato assegnato: nonostante l'impegno di Churchill al riguardo, gli alti comandi lesinarono le risorse soprattutto perché gli americani mantennero il loro scetticismo circa l'intera campagna d'Italia. Per loro non era un «secondo fronte», così misero in campo poche risorse e per un periodo di tempo limitato (compresi i fondamentali LST); mancavano poi capi determinati: se Churchill era temerario e ottimista, Lucas fu cauto e pessimista fin dall'inizio e se i Colli Albani erano fuori portata nei primi giorni, Lucas avrebbe potuto contare sulla totale sorpresa e occupare facilmente Campoleone e Cisterna il primo giorno e fatto, nonché inviare in profondità le pattuglie. Questo modo di operare avrebbe sicuramente creato una testa di sbarco più ampia e salda e avrebbe perlomeno messo in imbarazzo i tedeschi, complicando e ritardando il concentramento di truppe che il feldmaresciallo Kesselring, invece, attivò subito. Nel caso si fosse agito con maggiore fermezza, secondo Vaughan-Thomas, si sarebbero potute evitare molte sofferenze agli uomini sbarcati nella testa di ponte e reso probabilmente più rapida l'avanzata verso Roma. La sortita ad Anzio, comunque, non fu un fallimento totale e la testa di ponte, per quanto attaccata e bersagliata, fu mantenuta integra da una resistenza caparbia e concorse infine all'impatto complessivo dell'offensiva finale di maggio. Lo stesso Kesselring ammise durante un'intervista al The Washington Post: «Se non aveste messo a prova la vostra forza contro di noi ad Anzio, non sareste mai passati dalla Francia settentrionale». Infatti molte delle esperienze acquisite sul fronte di Anzio servirono utilmente gli uomini che il 6 giugno successivo condussero lo sbarco in Normandia.

### Esplicative
1. ↑  Le forze tedesche affluirono gradatamente su Anzio. Il generale Clark calcolò che fossero presenti circa 10 000 tedeschi il primo giorno, 16 000 il secondo giorno, 26 000 il terzo giorno e 34 000 il quarto giorno; in due settimane erano aumentati a 70 000 unità. Vedi: Clark, pp. 313-314
2. ↑  In totale, ad Anzio, furono inviati circa 110 000 uomini. Vedi: Morris, pp. 295-299
3. ↑  Anche le unità repubblicane, a causa della supremazia navale alleata, ebbero scarsi risultati; il gruppo di aerosiluranti tentò di allentare la vigilanza di superficie e rivendicò sei presunti affondamenti o danneggiamenti. Vedi: Giorgerini-Martino-Nassigh, pp. 1409-1411.
4. ↑  I primi reparti giunti a terra furono il 1º Battaglione The Loyal Regiment, il 2º Battaglione The North Staffordshire Regiment e il 6º Battaglione Gordon Highlanders, della 2ª Brigata di fanteria. Vedi: Salmaggi-Pallavisini, p. 479
5. ↑  I caccia della 12ª Forza aerea del generale Doolittle effettuarono 465 passaggi sulla testa di ponte e 165 a difesa del naviglio ormeggiato al largo per contrastare gli attacchi dei cacciabombardieri tedeschi, che realizzarono infatti sei incursioni articolate in un centinaio di azioni.
6. ↑  Il tenente tedesco Erich von Fehrenteil del 182º Panzergrenadier descrisse così l'inizio dell'attacco: «[...] il cielo si rischiarò a giorno, a ovest, e l'aria si riempì di sibili, rotta dal ruggito immane di mille cannoni. [...] C'era una gran confusione, uno stordimento incredulo [...] mentre sotto i primi raggi del sole luccicavano di uno splendore maligno i bombardieri americani [...]. Cisterna si era trasformata in un inferno di urla, di colonne di fumo che si alzavano in più punti. [...] Il fuoco continuo dei cannoni durò per quarantacinque minuti, mentre l'artiglieria tedesca assisteva impotente, messa a tacere dal tiro di controbatteria nemico». Questa testimonianza è riportata nel libro di Fehrenbach, allora maggiore statunitense ad Anzio, che nel dopoguerra intervistò e si mise in contatto con diversi combattenti che parteciparono agli scontri sulla testa di ponte. Vedi: Fehrenbach, pp. 271-272

### Bibliografiche
1. 1 2  D'Este, p. 491.
2. ↑  Morris, p. 273.
3. ↑  Morris, p. 271.
4. ↑  Morris, pp. 271-272.
5. ↑  Keegan, p. 355.
6. ↑  Morris, p. 255.
7. ↑  Keegan, pp. 355-356.
8. ↑  Keegan, pp. 356-357.
9. ↑  Morris, p. 257.
10. ↑  Morris, pp. 271-274.
11. ↑  Morris, p. 278.
12. ↑  Vaughan-Thomas, p. 26.
13. 1 2  Vaughan-Thomas, p. 20.
14. ↑  Morris, p. 279.
15. ↑  Vaughan-Thomas, p. 31.
16. ↑  Vaughan-Thomas, p. 33.
17. ↑  Vaughan-Thomas, pp. 35-36.
18. 1 2  Atkinson, p. 419.
19. 1 2  Morris, p. 281.
20. ↑  Vaughan-Thomas, pp. 19-20.
21. ↑  Atkinson, pp. 419-420.
22. ↑  Atkinson, p. 420.
23. ↑  Atkinson, pp. 417-418.
24. 1 2  Morris, p. 298.
25. 1 2 3  Morris, p. 280.
26. ↑  Kesselring, p. 226.
27. ↑   Ken Ford, Le quattro battaglie di Cassino - Lo sfondamento della Linea Gustav, Milano, Osprey Publishing, 2009  [2004],  p. 26, ISSN 1974-9414 (WC · ACNP).
28. ↑  Kesselring, p. 227. In questa pagina, nella traduzione italiana delle memorie di Kesselring vengono citate la 29. e la 30. Panzergrenadier; ma la 30. Panzergrenadier non è mai esistita: non è noto se si tratta di un refuso di traduzione o di un errore dello stesso generale tedesco.
29. ↑  Morris, pp. 294-295.
30. ↑  Vaughan-Thomas, pp. 49-50.
31. ↑  Morris, p. 295.
32. ↑  Vaughan-Thomas, p. 56.
33. ↑  Vaughan-Thomas, p. 57.
34. ↑  Keegan, pp. 357-358.
35. ↑  Morris, p. 294.
36. 1 2  Morris, p. 324.
37. ↑  Bauer, vol. VI, pp. 92-93.
38. ↑  Katz, p. 195.
39. ↑  Battistelli-Molinari, p. 72.
40. ↑  Atkinson, pp. 421-423.
41. 1 2 3  Atkinson, p. 424.
42. ↑  Vaughan-Thomas, p. 67.
43. ↑  Atkinson, p. 425.
44. 1 2  Atkinson, p. 426.
45. 1 2  Vaughan-Thomas, p. 70.
46. ↑  Vaughan-Thomas, p. 68.
47. ↑  Vaughan-Thomas, p. 71.
48. ↑  Vaughan-Thomas, p. 72.
49. 1 2  Vaughan-Thomas, pp. 73-74.
50. ↑  Von Senger, pp. 270-271.
51. ↑  Vaughan-Thomas, p. 74.
52. ↑  Vaughan-Thomas, p. 76.
53. ↑  Vaughan-Thomas, p. 77.
54. 1 2  Vaughan-Thomas, p. 78.
55. ↑  Von Senger, p. 272.
56. ↑  Morris, p. 297.
57. ↑  Morris, p. 299.
58. ↑  Morris, p. 300.
59. ↑  Clark, p. 309.
60. ↑  Clark, p. 310.
61. ↑  Morris, p. 301.
62. ↑  Vaughan-Thomas, p. 91.
63. ↑  Vaughan-Thomas, p. 94.
64. ↑  Vaughan-Thomas, pp. 95-97.
65. ↑  Vaughan-Thomas, p. 97.
66. ↑  Morris, p. 302.
67. ↑  Vaughan-Thomas, pp. 98-107.
68. ↑  Vaughan-Thomas, pp. 98-99.
69. ↑  Vaughan-Thomas, pp. 100-102.
70. ↑  Vaughan-Thomas, p. 108.
71. ↑  Vaughan-Thomas, pp. 110-113.
72. ↑  Vaughan-Thomas, p. 114.
73. ↑  Vaughan-Thomas, p. 119.
74. ↑  Vaughan-Thomas, p. 116.
75. ↑  Vaughan-Thomas, p. 115.
76. ↑   David Irving, La guerra di Hitler, Roma, Settimo Sigillo, 2001,  p. 766, ISBN non esistente.
77. ↑  Bauer, vol. VI, pp. 95-96.
78. ↑  Bauer, vol. VI, pp. 96-97.
79. ↑  Bauer, vol. VI, p. 97.
80. ↑  Vaughan-Thomas, p. 126.
81. ↑  Vaughan-Thomas, pp. 123-124.
82. ↑  Atkinson, p. 496.
83. ↑  Morris, p. 325.
84. ↑  Vaughan-Thomas, pp. 129-133.
85. ↑  Vaughan-Thomas, p. 134.
86. ↑  Atkinson, p. 489.
87. ↑  Atkinson, pp. 491-492.
88. ↑  Atkinson, p. 494.
89. ↑  Atkinson, p. 495.
90. ↑  Morris, p. 328.
91. ↑  Atkinson, p. 497.
92. ↑  Atkinson, pp. 497-498.
93. ↑  Atkinson, p. 498.
94. ↑  Atkinson, p. 499.
95. ↑  Atkinson, pp. 500-501.
96. ↑  Atkinson, pp. 502-503.
97. ↑  Katz, pp. 266-267.
98. ↑  Fronte meridionale, p. 158.
99. ↑   Gerhard Schreiber, La vendetta tedesca 1943-1945. Le rappresaglie naziste in Italia, Milano, Mondadori, 2000,  pp. 163-164, ISBN 88-04-42515-6.
100. ↑  Atkinson, p. 504.
101. ↑  Morris, p. 331.
102. ↑  Salmaggi-Pallavisini, p. 498.
103. ↑  Vaughan-Thomas, pp. 230-231.
104. ↑  Vaughan-Thomas, pp. 238-239.
105. ↑  Vaughan-Thomas, p. 240.
106. ↑  Atkinson, p. 570.
107. ↑  Vaughan-Thomas, pp. 242-244.
108. ↑  Morris, p. 358.
109. ↑  Vaughan-Thomas, p. 268.
110. ↑  Morris, pp. 359-360.
111. 1 2  Morris, p. 361.
112. ↑  Vaughan-Thomas, pp. 270-271.
113. ↑  Vaughan-Thomas, pp. 272-273.
114. ↑  Atkinson, p. 601.
115. ↑  Vaughan-Thomas, p. 274.
116. ↑  Vaughan-Thomas, p. 275.
117. ↑  Clark, pp. 373-374.
118. ↑  Clark, pp. 374-375.
119. ↑  Clark, p. 375.
120. ↑  Vaughan-Thomas, p. 278.
121. 1 2  Vaughan-Thomas, p. 279.
122. 1 2  Clark, p. 376.
123. ↑  Clark, p. 377.
124. ↑  Von Senger, p. 351.
125. ↑  Von Senger, p. 352.
126. ↑  Vaughan-Thomas, pp. 281-282.
127. ↑  Fehrenbach, pp. 282-283.
128. ↑  Vaughan-Thomas, p. 283.
129. ↑  Morris, p. 381.
130. ↑  Fehrenbach, p. 285.
131. ↑  Morris, pp. 382-383.
132. ↑  Morris, pp. 383-384.
133. ↑  Morris, p. 385.
134. ↑  Vaughan-Thomas, p. 285.
135. ↑  Von Senger, p. 356.
136. ↑  Von Senger, p. 357.
137. ↑  Von Senger, p. 358.
138. 1 2  Von Senger, p. 362.
139. ↑  Clark, p. 301.
140. ↑  Hart, p. 417.
141. ↑  Hart, p. 418.
142. ↑  Keegan, p. 357.
143. ↑  Keegan, p. 359.
144. ↑  Hart, p. 419.
145. ↑  Morris, p. 360.
146. ↑  Von Senger, pp. 362-363.
147. ↑  Von Senger, p. 363.
148. ↑  Vedi: Sbarco a Salerno#Considerazioni generali sull'operazione
149. ↑  Von Senger, pp. 363-364.
150. ↑  Morris, pp. 281-282.
151. ↑  Vaughan-Thomas, pp. 69-70.
152. ↑  Vaughan-Thomas, pp. 290-291.
153. ↑  Vaughan-Thomas, p. 292.